# くらやみ祭

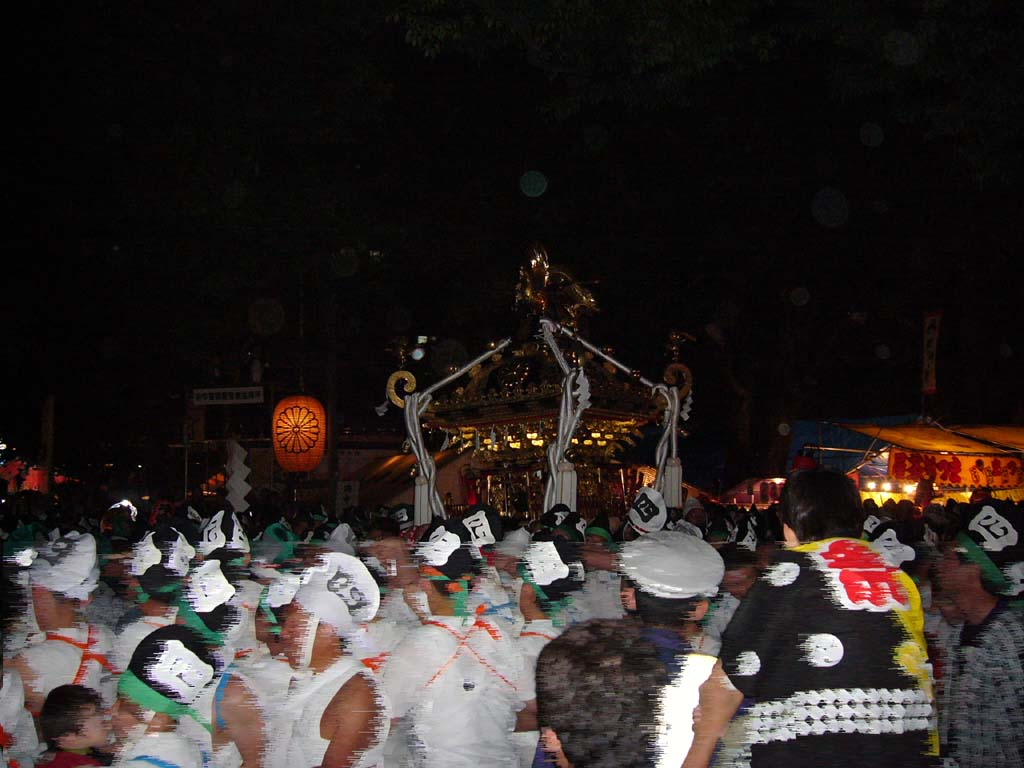
神輿渡御

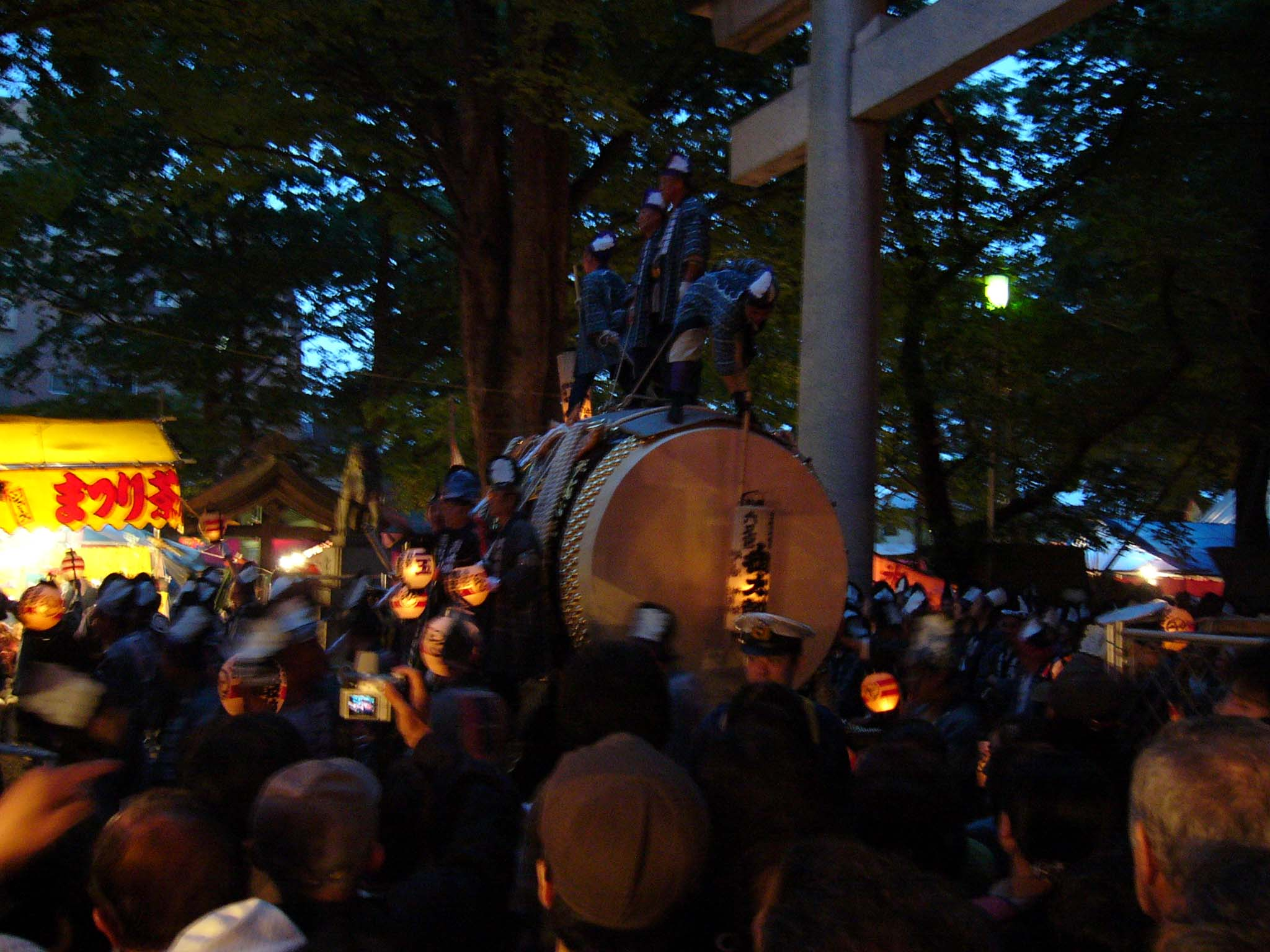
鳥居をくぐる大太鼓

暗闇祭り（くらやみまつり）は、4月30日〜5月6日にかけて東京都府中市の大國魂神社（武蔵国の国府である当地の総社）で行われる例大祭で、武蔵国の「国府祭」を起源としており、東京都指定無形民俗文化財となっている。
期間中は約70万人の人出で賑わう。

## 概要
古く武蔵国の国府で行われた国府祭を由来とする、長い伝統と格式を誇る大國魂神社の「例大祭」である。室町時代の文書には「五月会」と記録があり、江戸中から見物人が多く訪れていた。その後は、地域住民の祭礼へと発展していった。
かつて街の明かりを消した深夜の暗闇の中で行われていたため「くらやみ祭」と呼ばれるようになった。「江戸名所図会」という江戸時代の観光案内においては、江戸近郊で盛大に続けられている古い祭りとして紹介され「五月五日六所宮祭礼之図」が掲載されている。また、幕末に来日したスイスの外交官アンベールはくらやみ祭りの詳細な記録を残しており、「LA MATSOURI DE ROKSA-MIA:RETOUR TEMPLE APRES LA PURIFICATION DES LIEUX SACRES」には祭りのイラストが掲載されている
府中市の中心部を六張もの大太鼓と八基の神輿が回る壮大な祭として知られている。

## 格式と伝統
くらやみ祭りは古来から続く格式と伝統を垣間みる事のできる、国府祭を起源とする例大祭である。大國魂神社は東京都区部にある主要な神社仏閣（多くは徳川家康の江戸開府後に建立または移築された）より遥かに古い歴史と格式を持ち、例大祭は時代の変革とともに変貌を遂げつつも、今も古式に則った行事が厳粛に行われている。
祭りが暗闇に行われる理由は、貴いものを見る事は許されないという古来から存在する儀礼に起因し、神聖な御霊が神社から神輿に移り御旅所に渡御するのは人目に触れる事のない暗闇でなければならないという神事の伝統がそのまま現代まで引き継がれているためである。
徳川幕府（江戸時代）期には現在の様な神幸の形になった様で、神輿渡御は午後11時ごろ開始され、翌日午前3時〜4時頃に神社に戻ったが、1959年（昭和34年）に午後4時渡御開始、翌日午前4時に還御開始に改められた。その後、2003年（平成15年）に午後6時に渡御を開始するなど、時代に応じて柔軟に変化している。
かつては例大祭期間中における東京競馬場でのレースで、JRAは警察などの要望もあり警備上の重複による混乱を避けて自粛していたが、前述のように2003年より渡御開始が午後6時に変更となりレース時間と重ならなくなったため、以降は開催されるようになっている。
山車で行われる府中囃子（目黒流と船橋流）は、府中の「郷土芸能」となっている。また、当祭は2010年（平成22年）、「武蔵府中のくらやみ祭」として東京都の無形民俗文化財（風俗慣習）に指定されている。

## 神事・行事内容

### 4月30日
品川海上禊祓式
午後1時 神職及び所役が汐盛講中の世話により、荏原神社(東京都品川区)から品川湊(現在の品川沖)に赴き手や口を海水で身を清め、海水を樽にいれて持ち帰る。大祭期間中の朝夕潔斎時にこの海水を使用する(汐汲み・お浜降り)。この際は古くから品川道を利用する。

### 5月1日
祈晴祭
午前9時 大祭期間中の晴天と安全を祈願する。

### 5月2日
御鏡磨式
午後7時半 拝殿を閉じた後、神輿にとりつける鏡を野口氏・堀江氏の両名が、海水を用いて塩で磨いて清める。※現在はこの鏡は神輿には取り付けず本殿に納める。

### 5月3日
神輿・太皷の準備
午前8時頃 宝物殿より、輿は本殿前所定のお仮屋に納め、太皷は各町内に運ばれる。

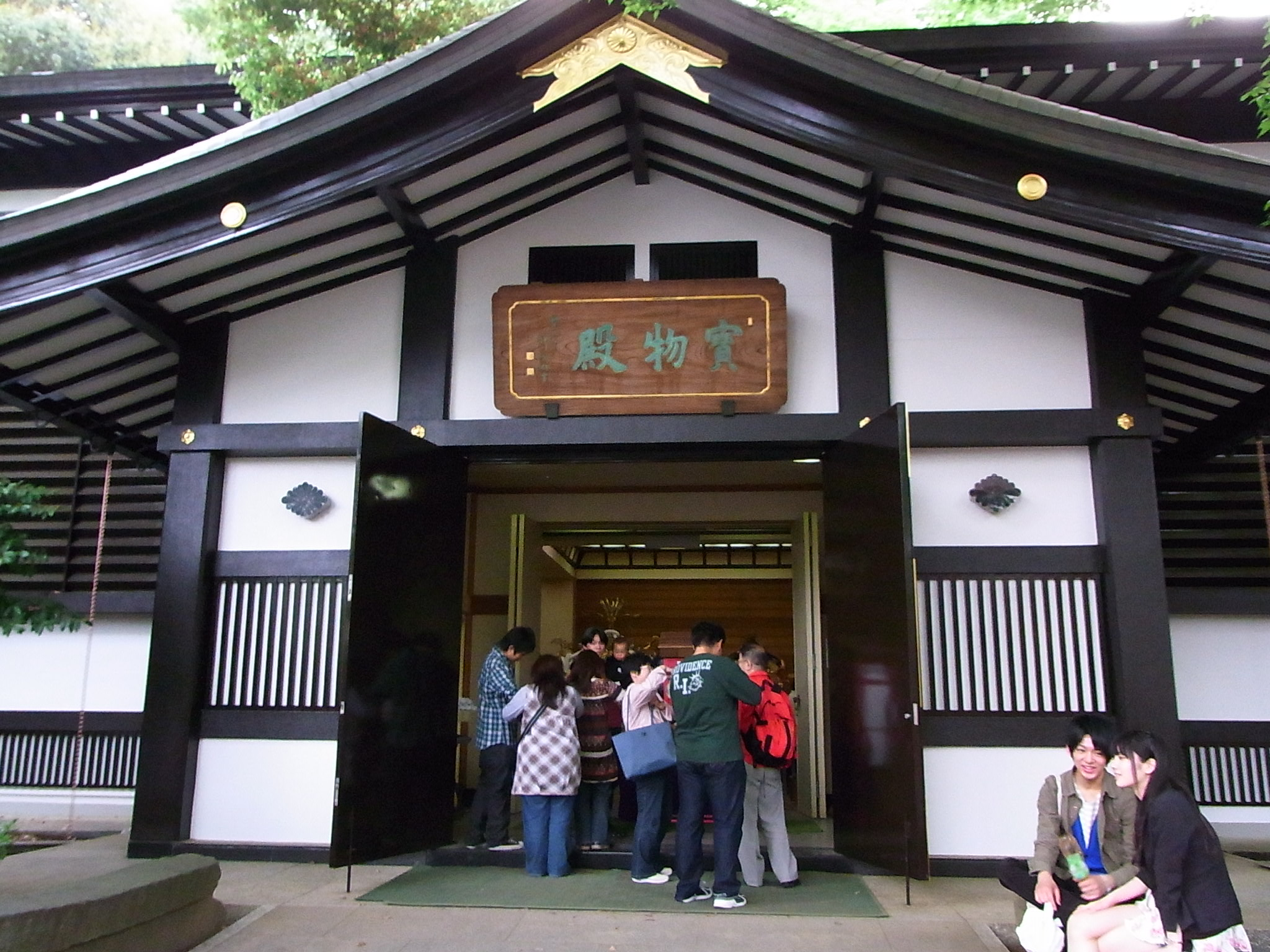
宝物殿（2011年5月3日撮影）
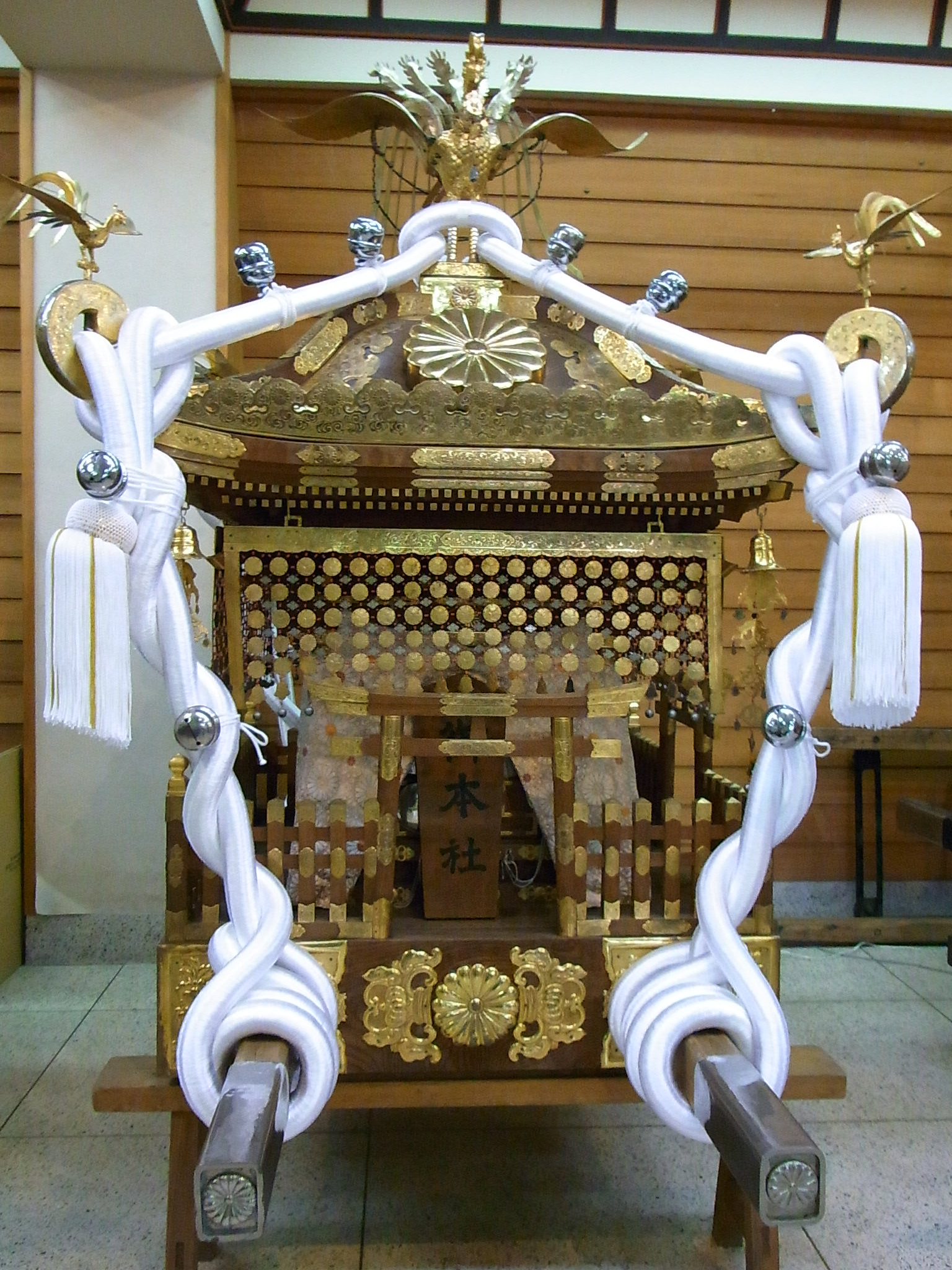
御本社神輿（2011年5月3日撮影）
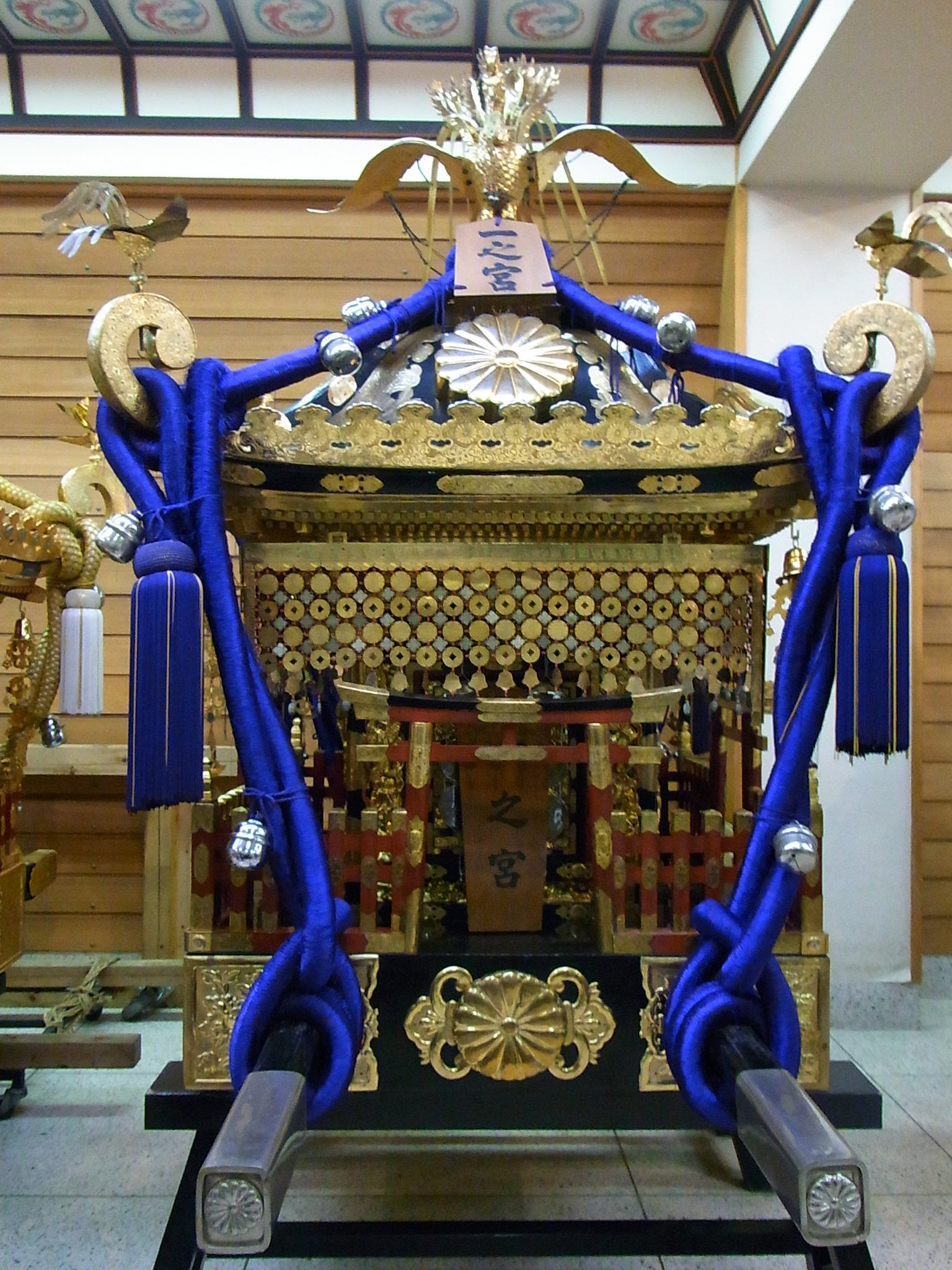
一之宮神輿（2011年5月3日撮影）
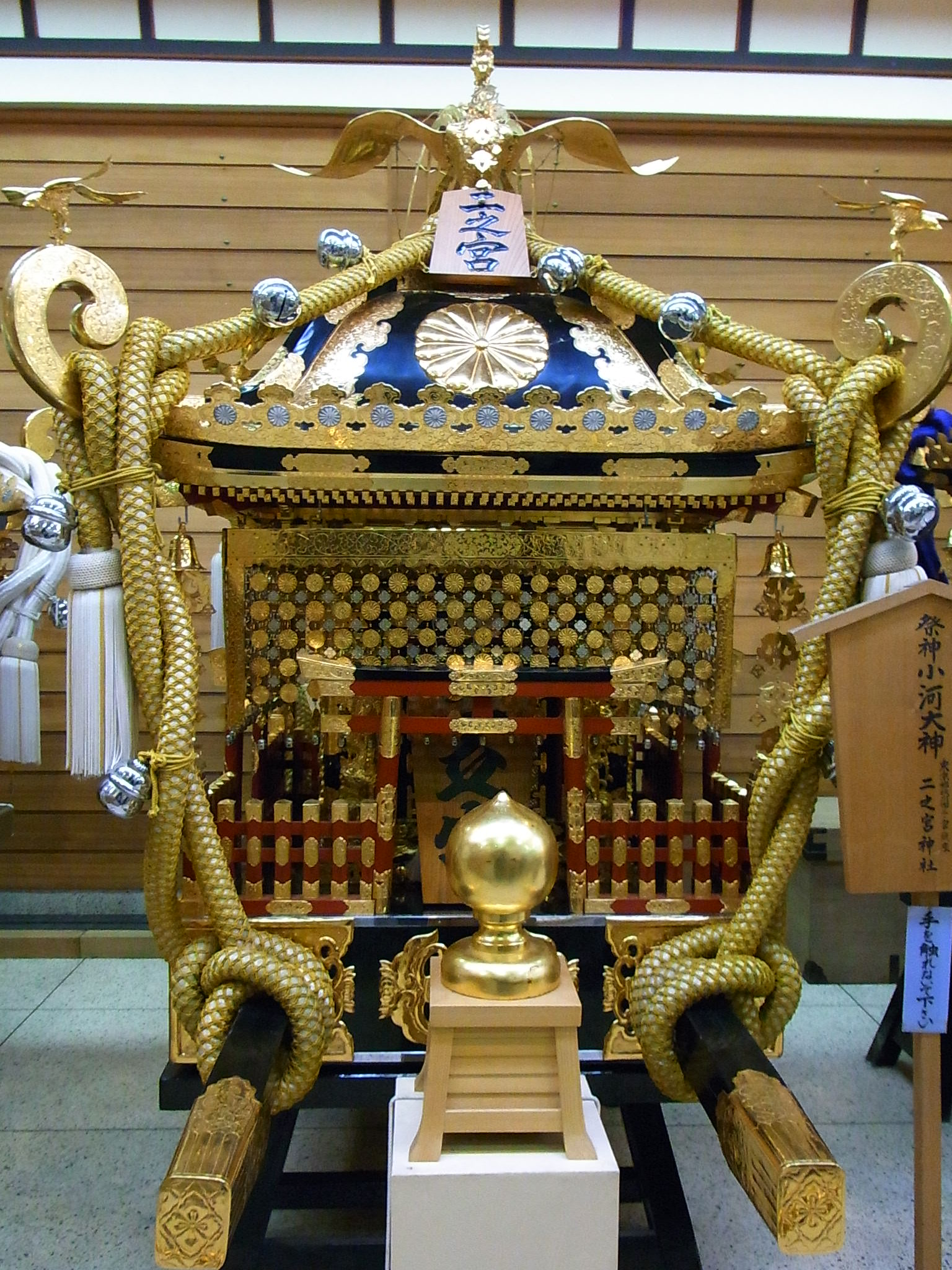
二之宮神輿（2011年5月3日撮影）
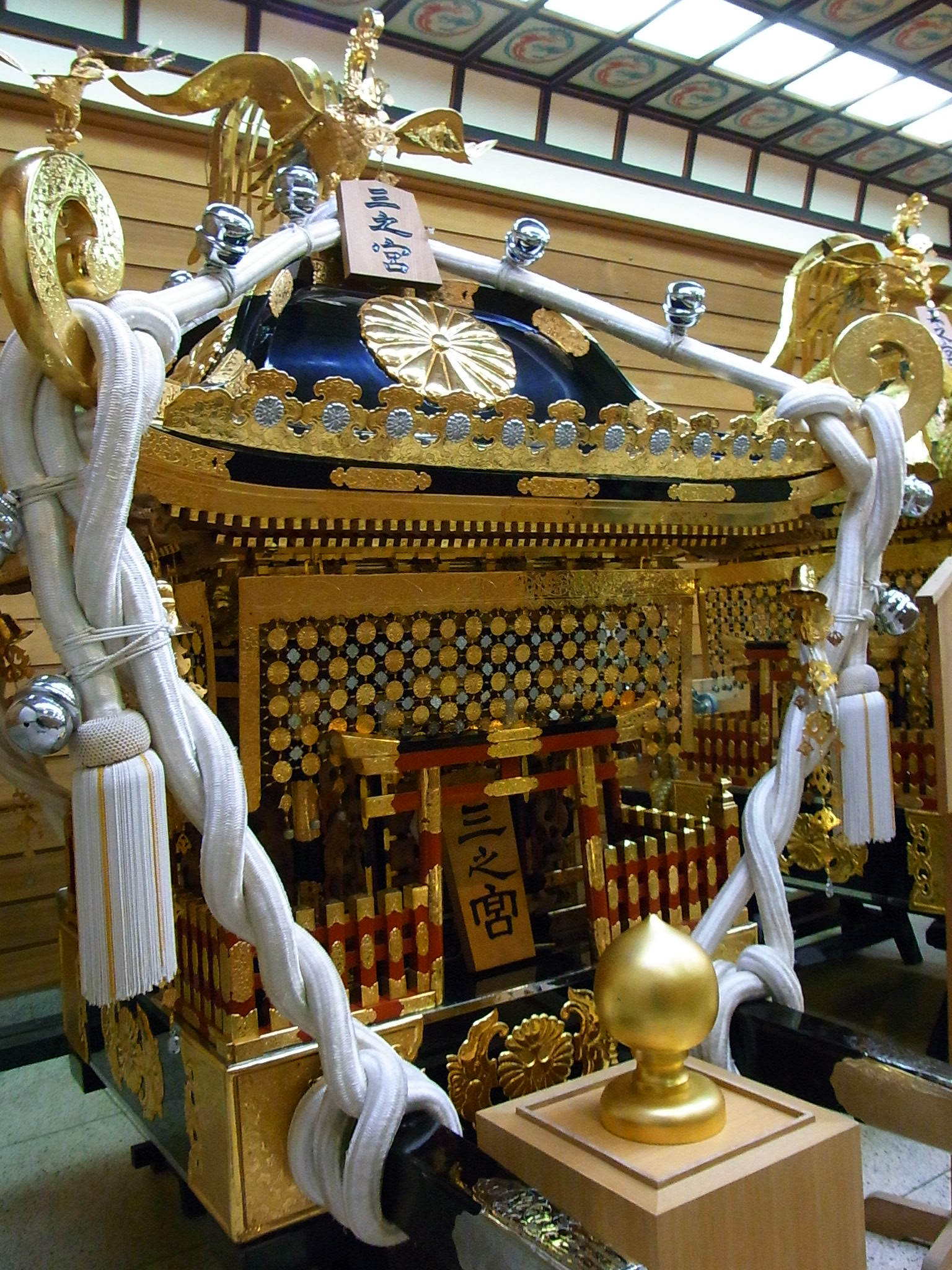
三之宮神輿（2011年5月3日撮影）
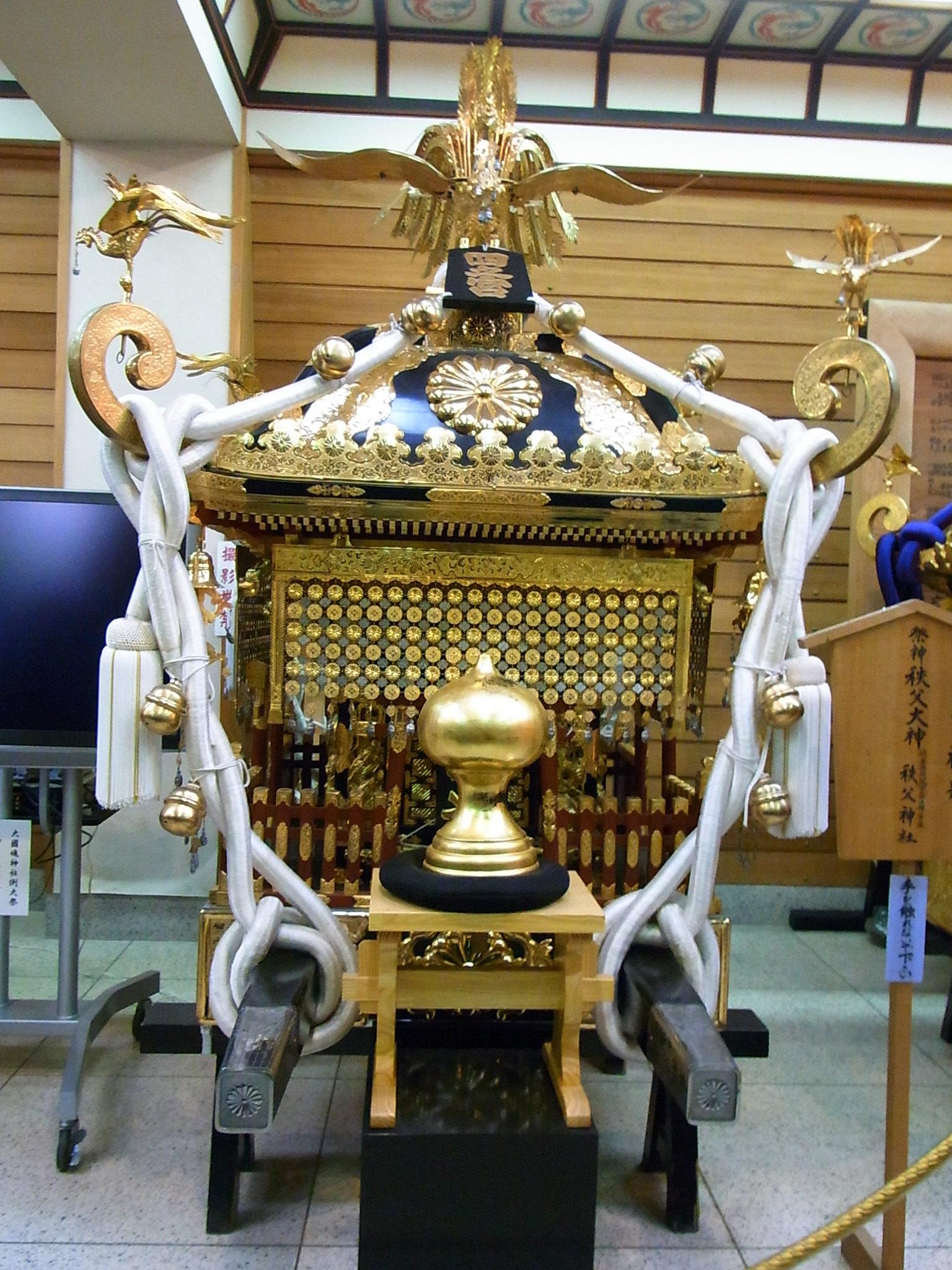
四之宮神輿（2011年5月3日撮影）
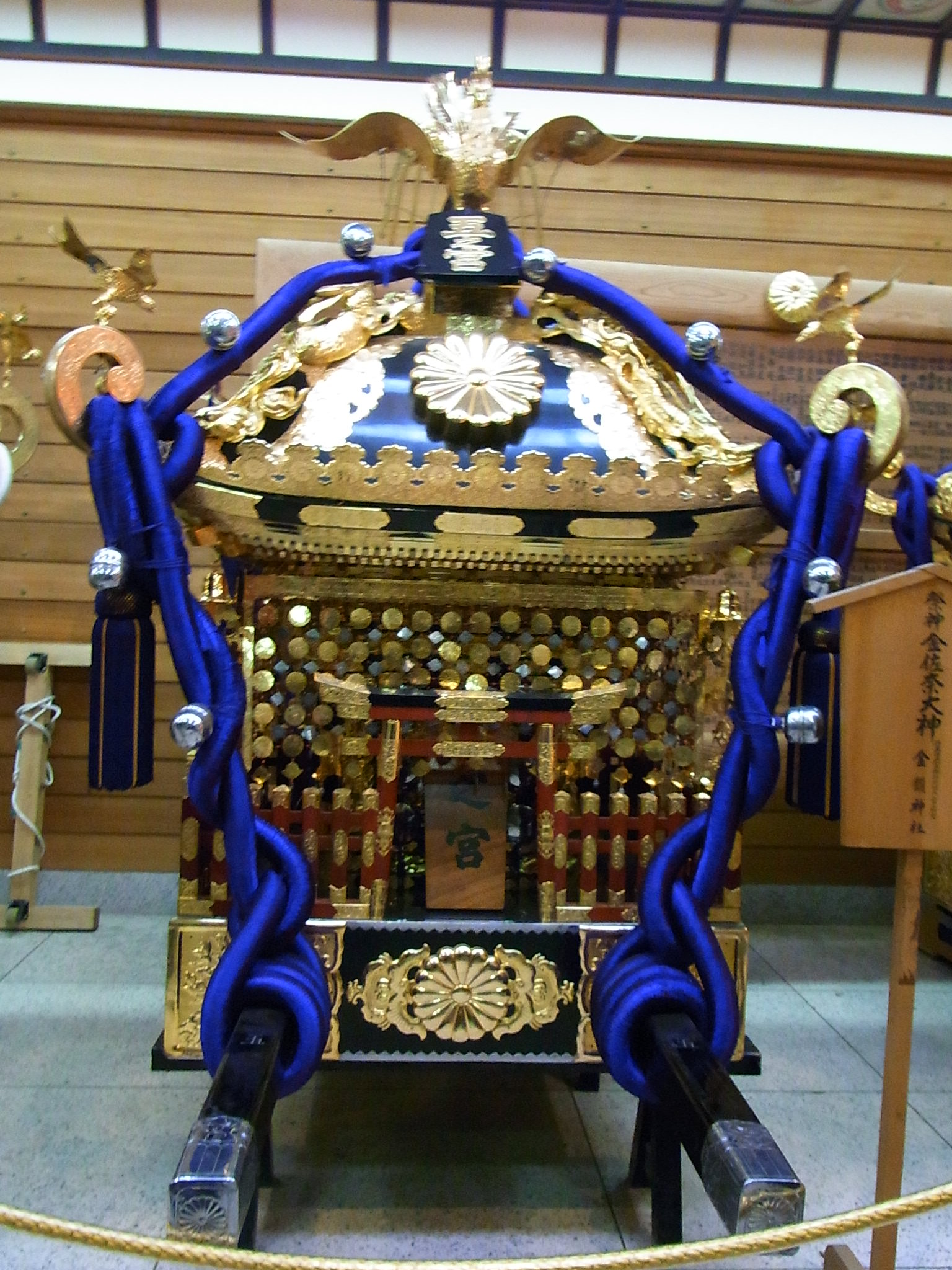
五之宮神輿（2011年5月3日撮影）
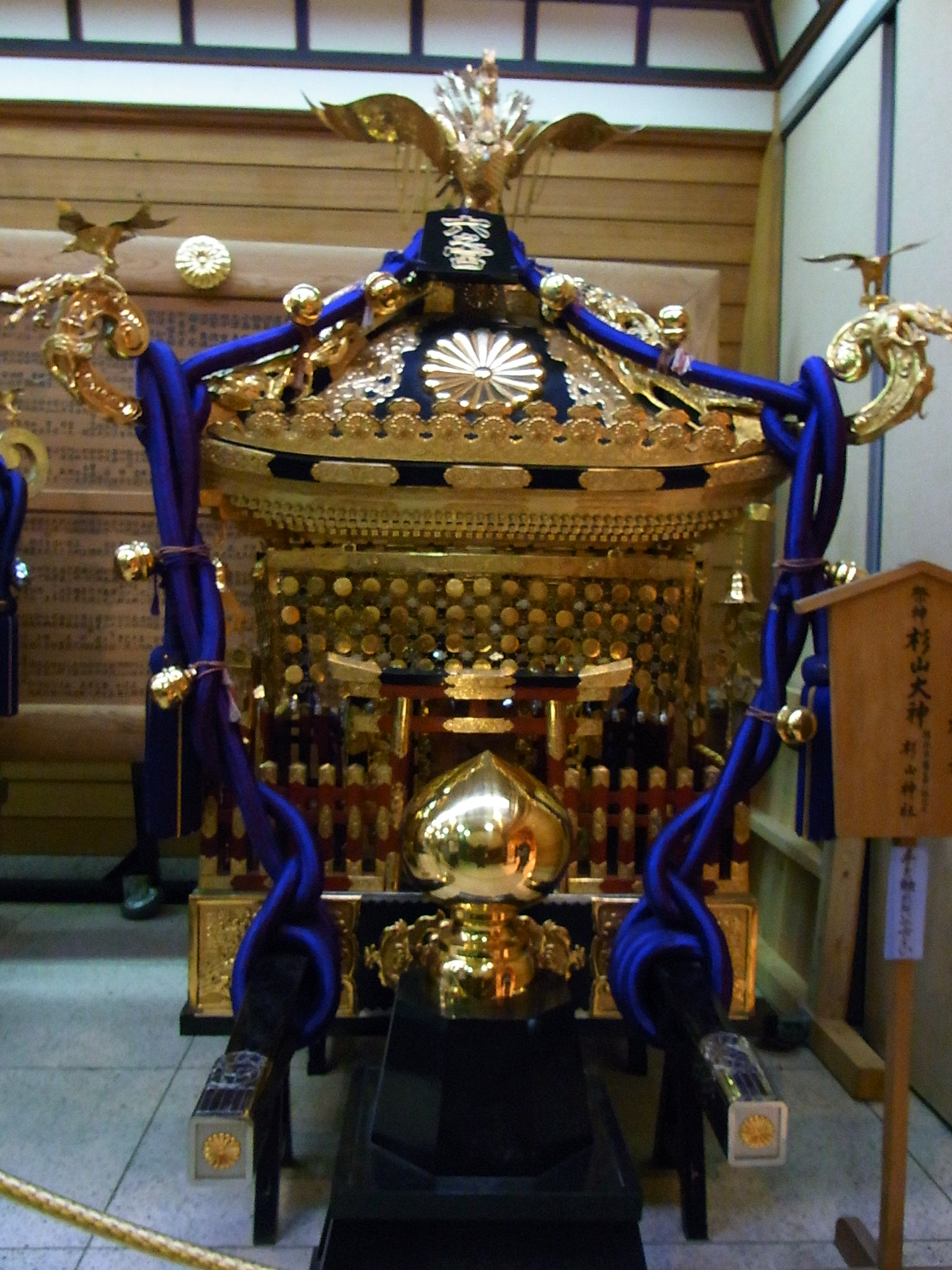
六之宮神輿（2011年5月3日撮影）
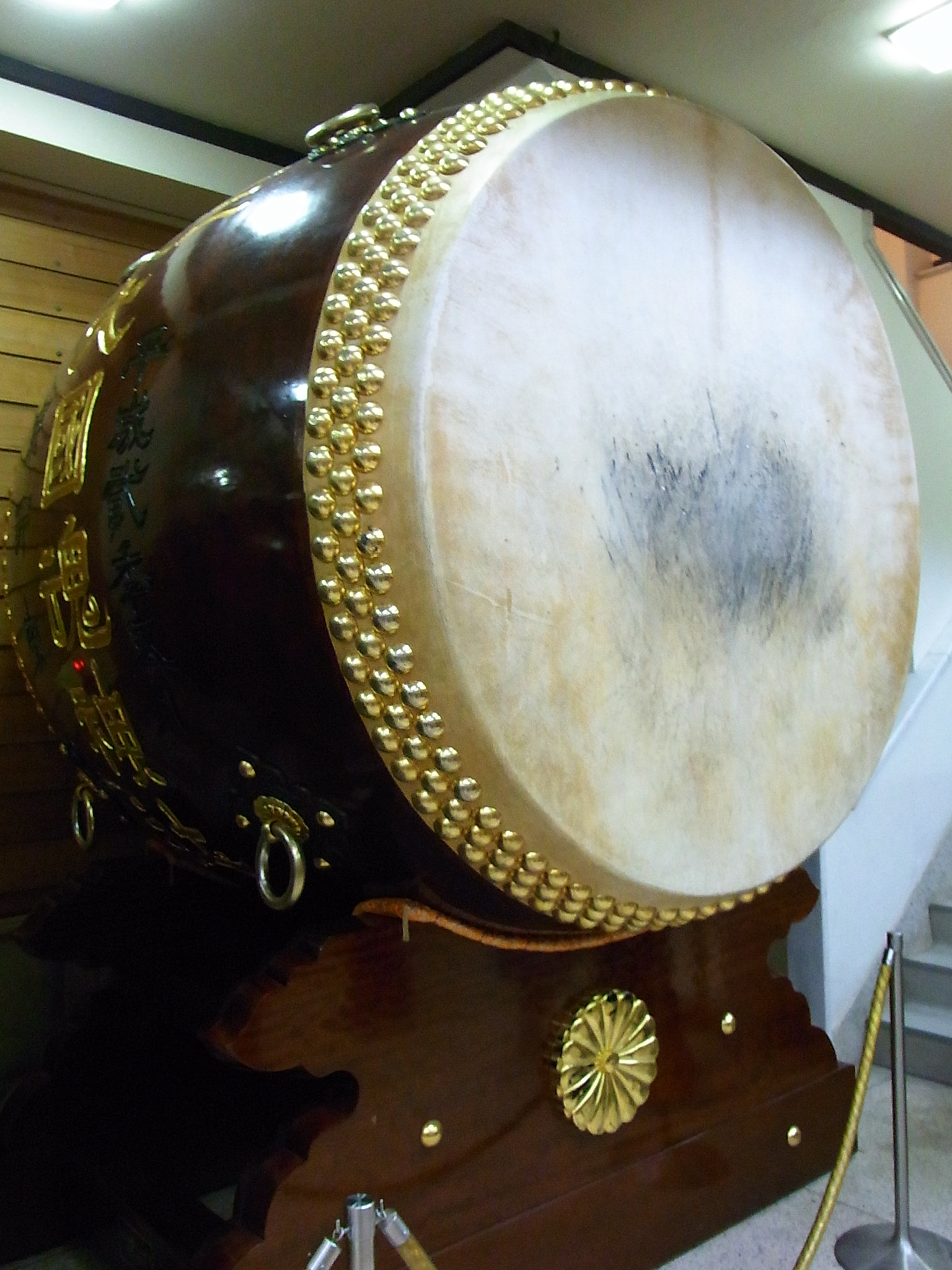
御先払御太鼓（2011年5月3日撮影）
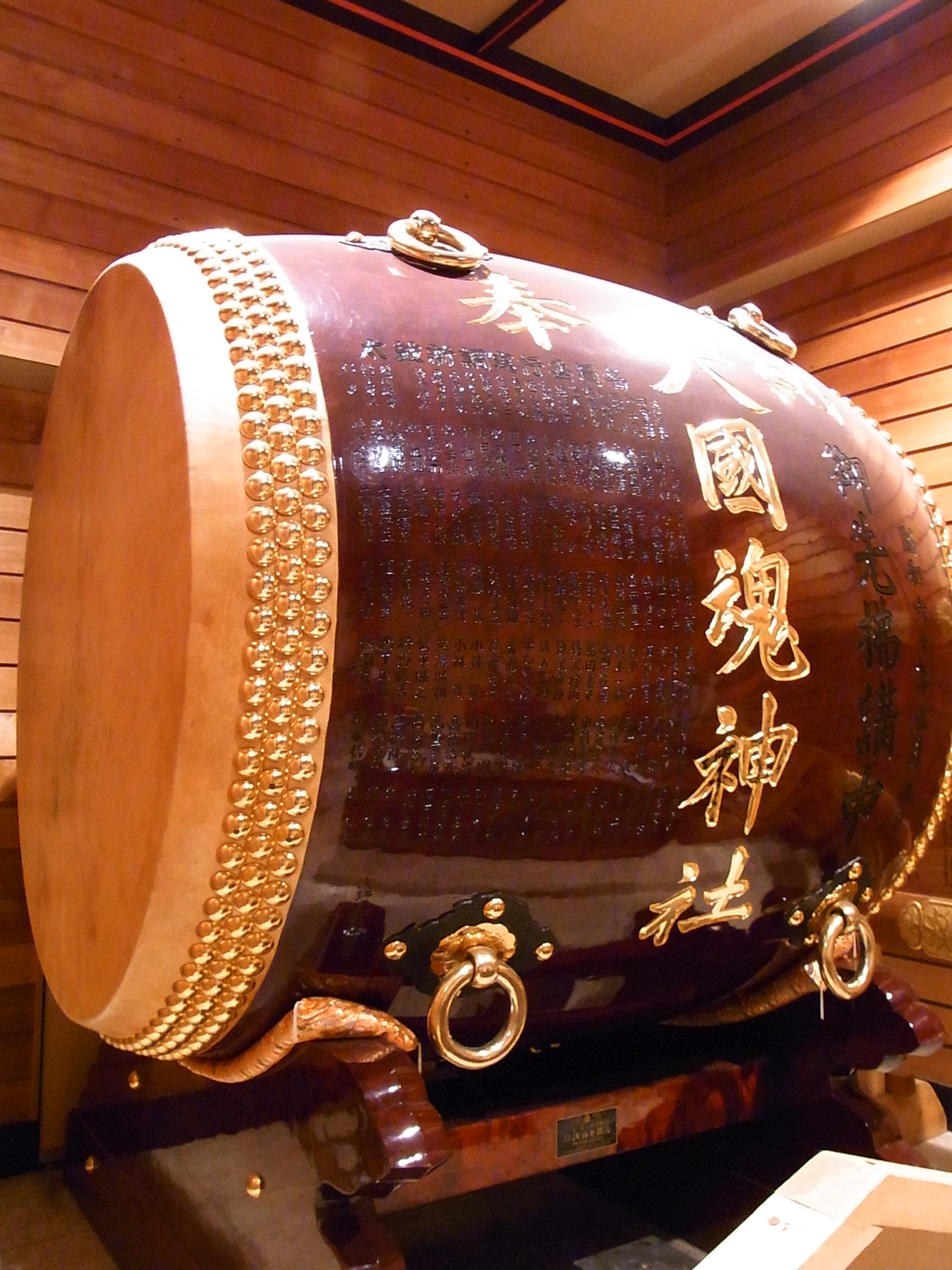
御先払御太鼓（2011年5月3日撮影）
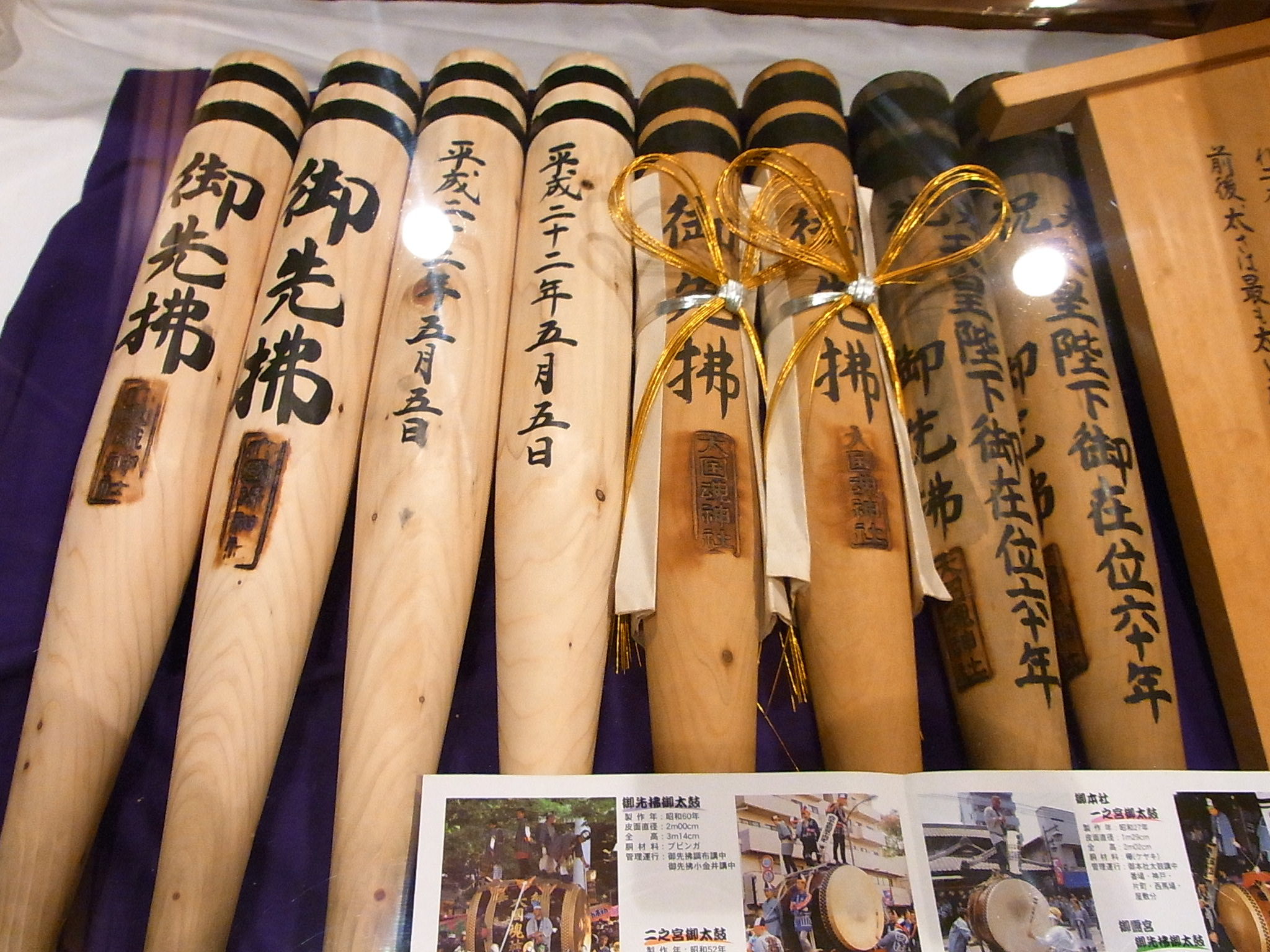
御太鼓の桴（ばち 2011年5月3日撮影）
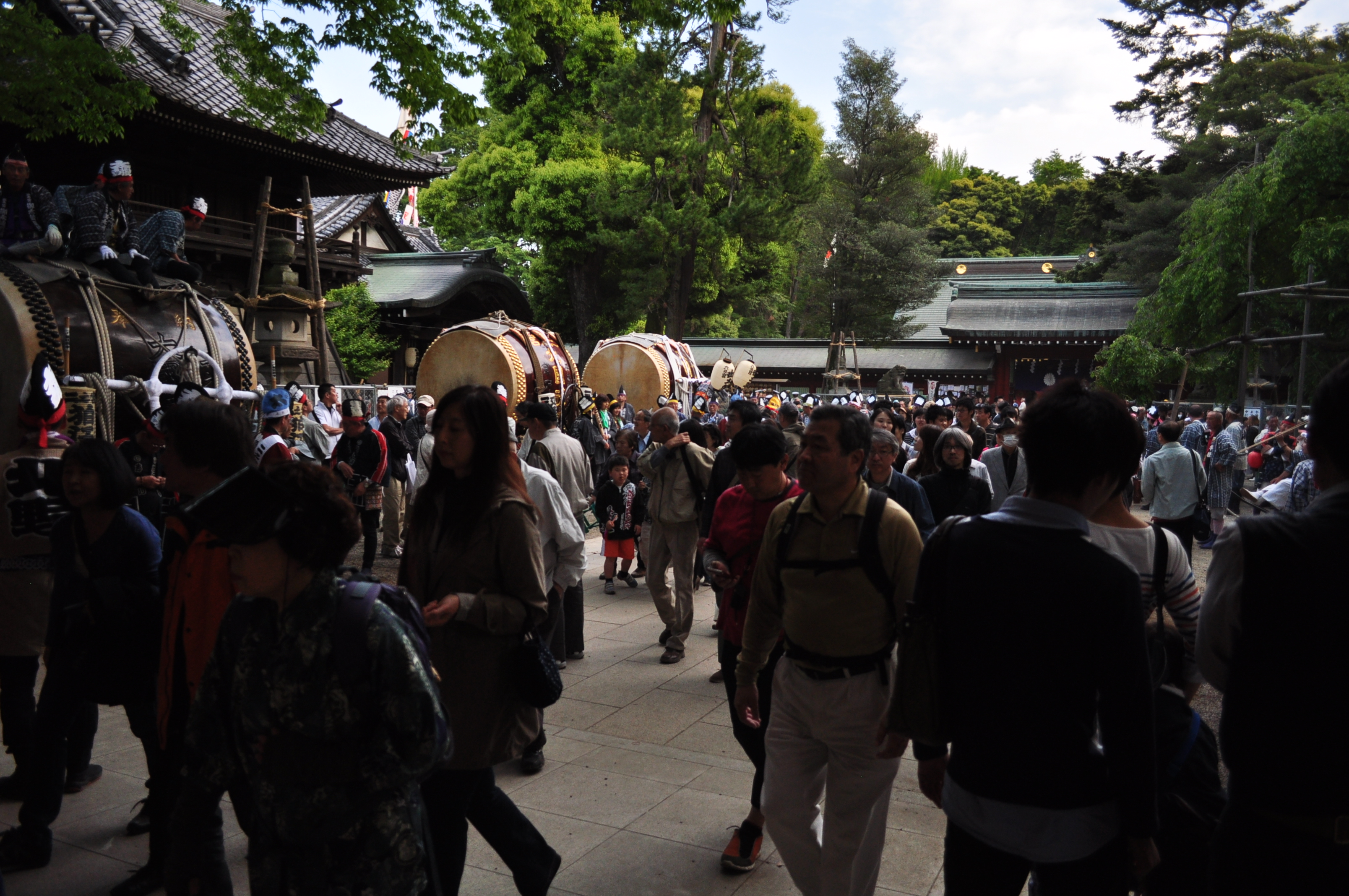
宝物殿から出された御太鼓（2013年5月3日撮影）
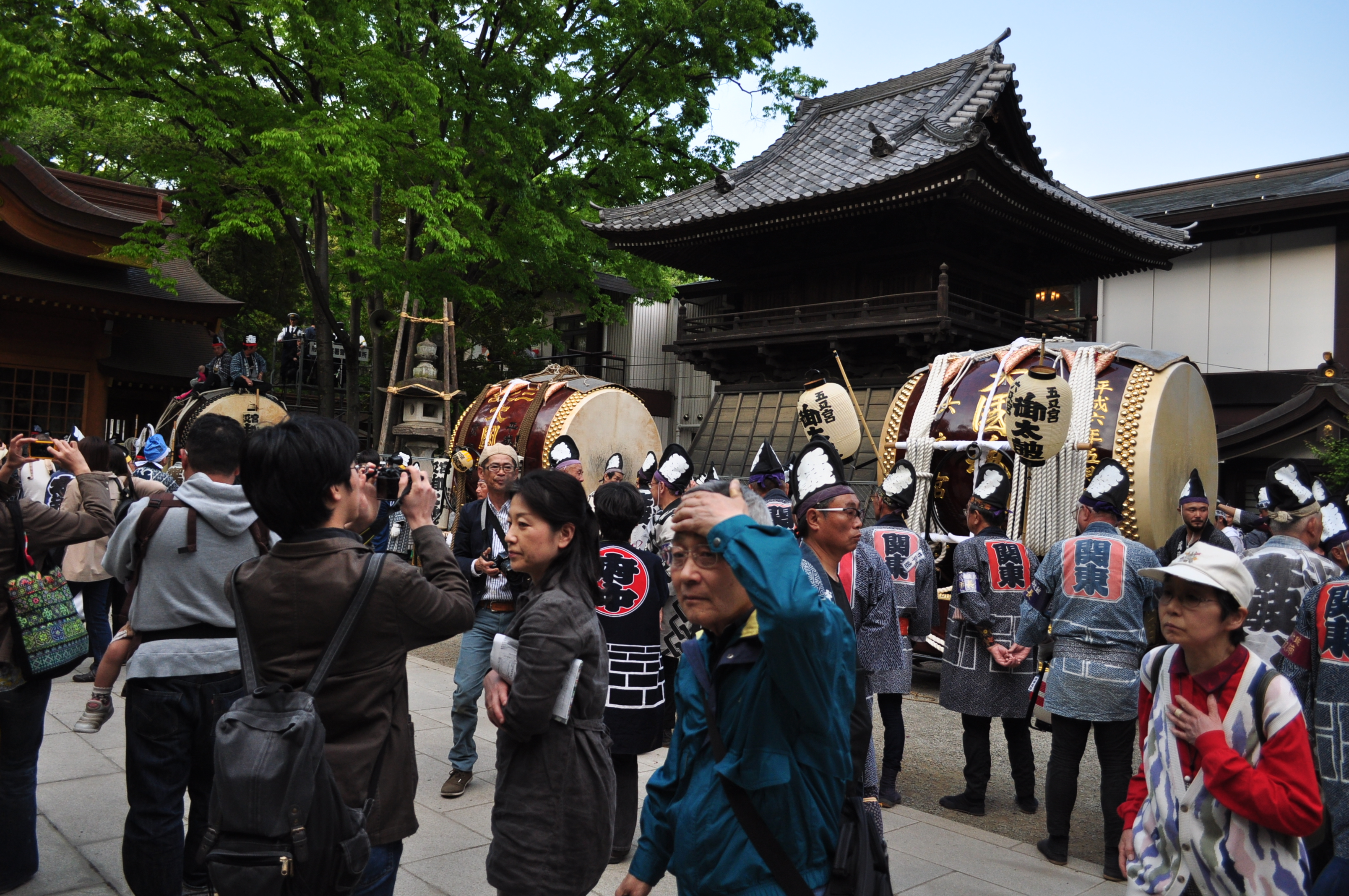
宝物殿から出された御太鼓（2013年5月3日撮影）

府中囃子の競演会
午後6時〜午後8時 馬場大門欅並木に各町の山車が並び、はやし立てる。

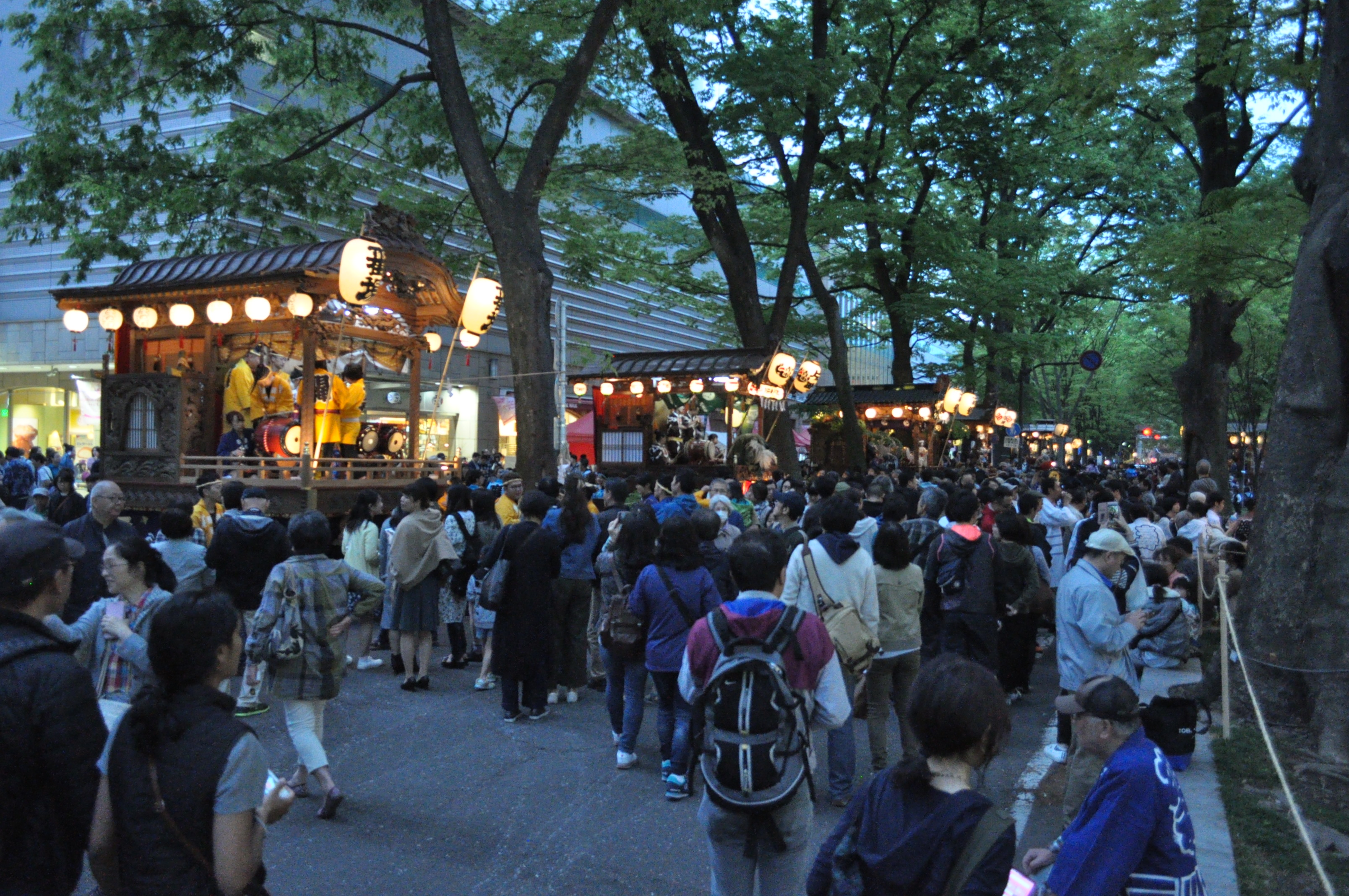
欅並木の山車（2017年5月3日撮影）
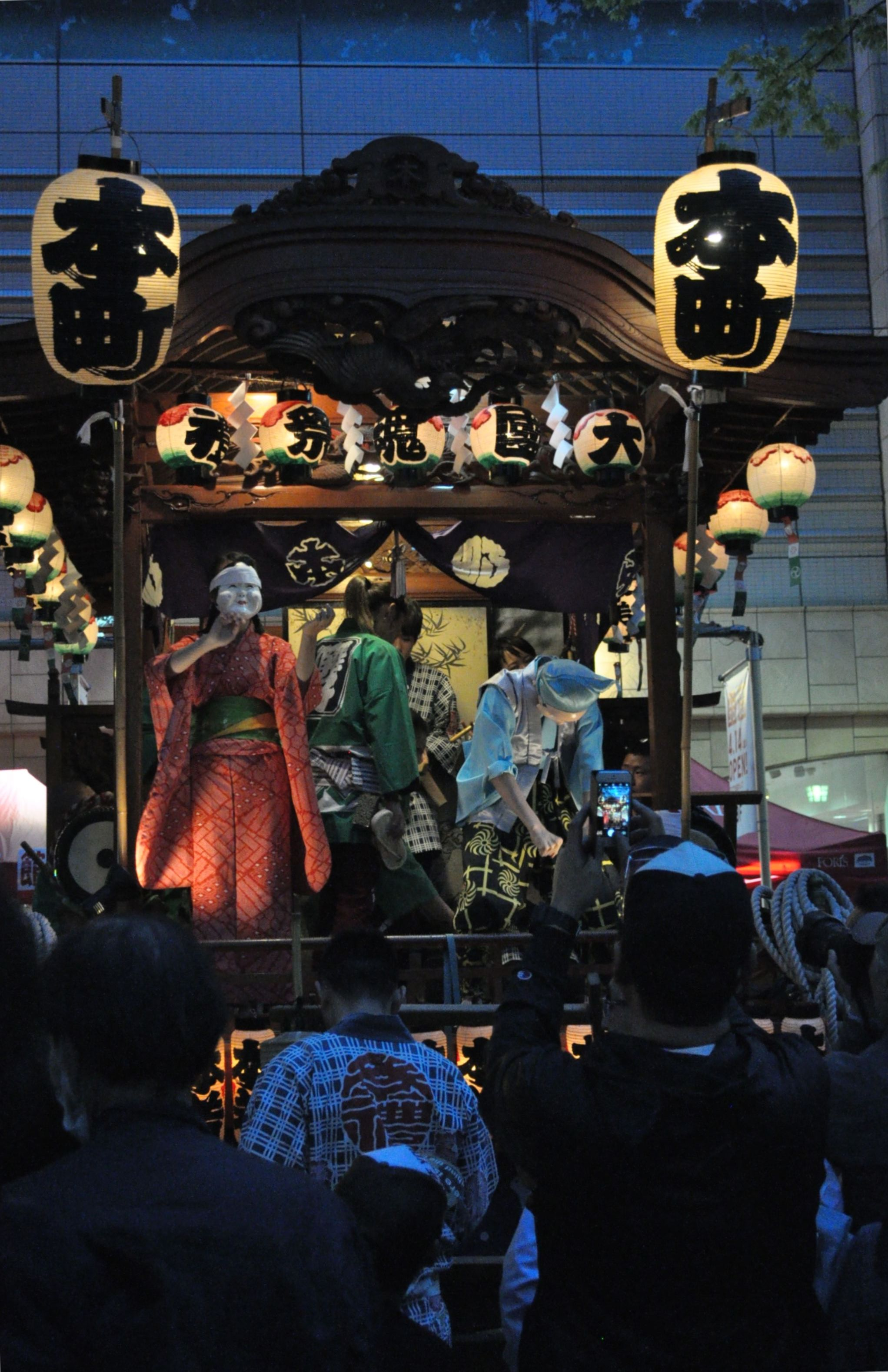
本町山車（西の山車 2017年5月3日撮影）
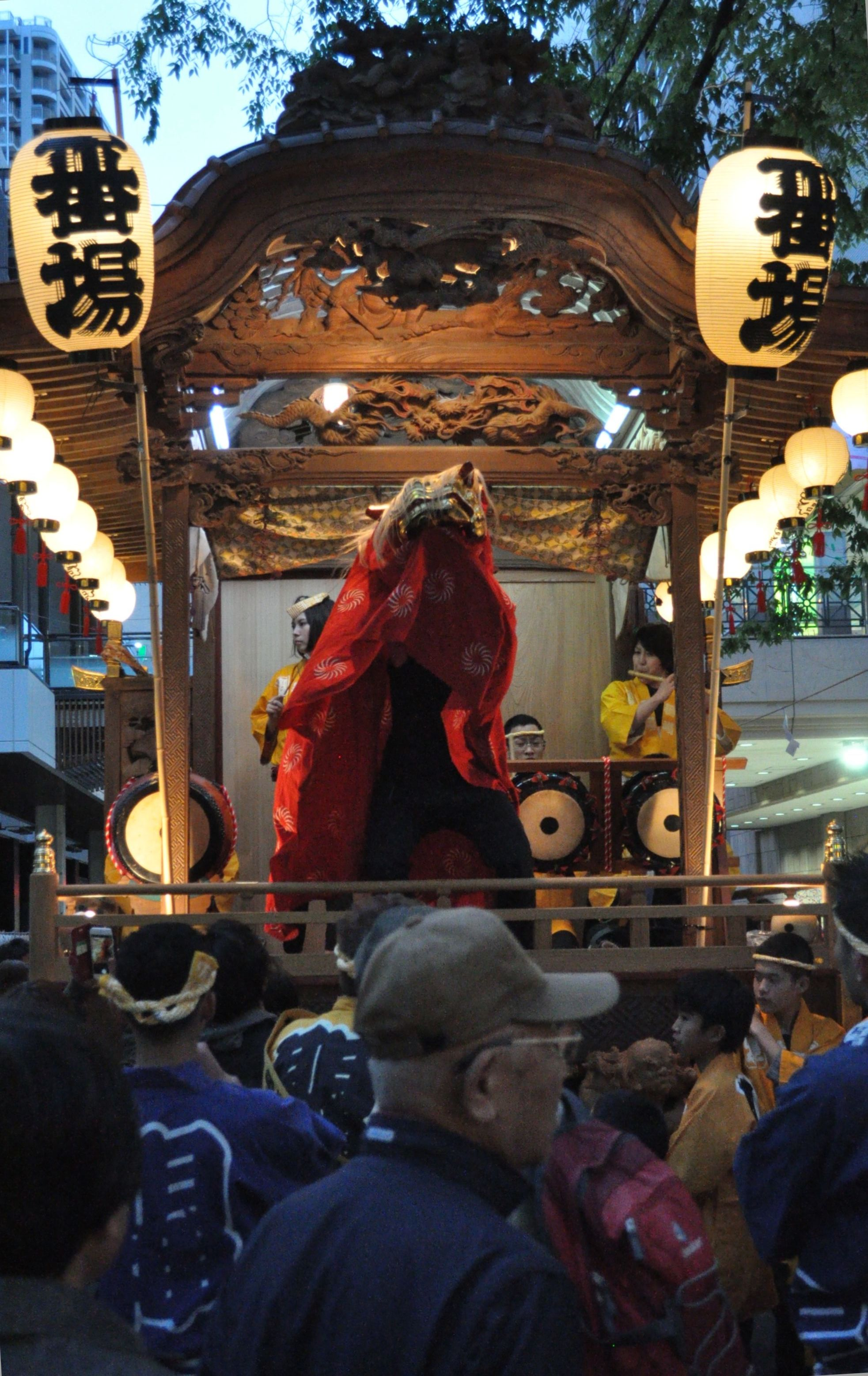
番場町山車（西の山車 2017年5月3日撮影）
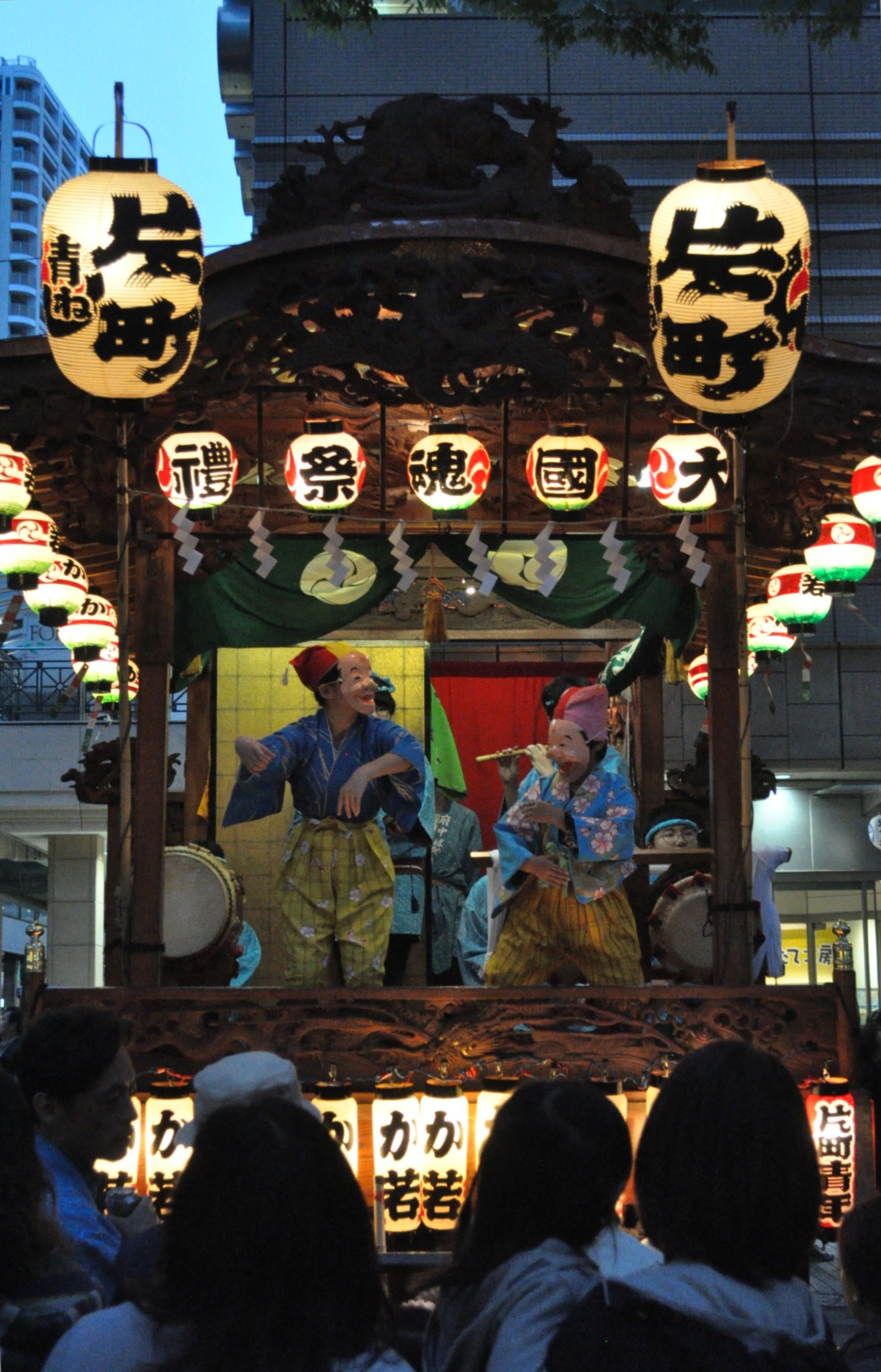
片町山車（西の山車 2017年5月3日撮影）
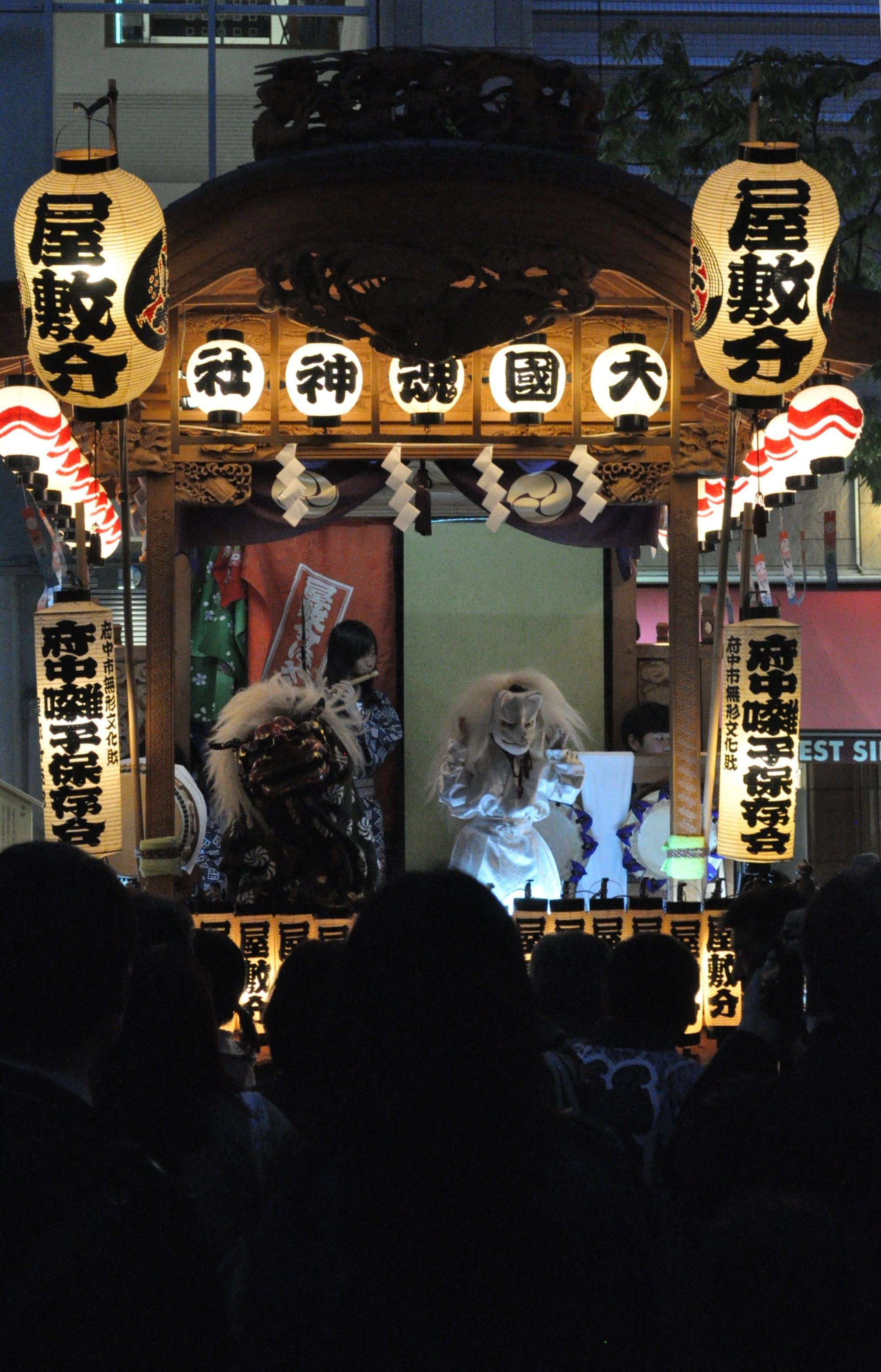
屋敷分山車（西の山車 2017年5月3日撮影）
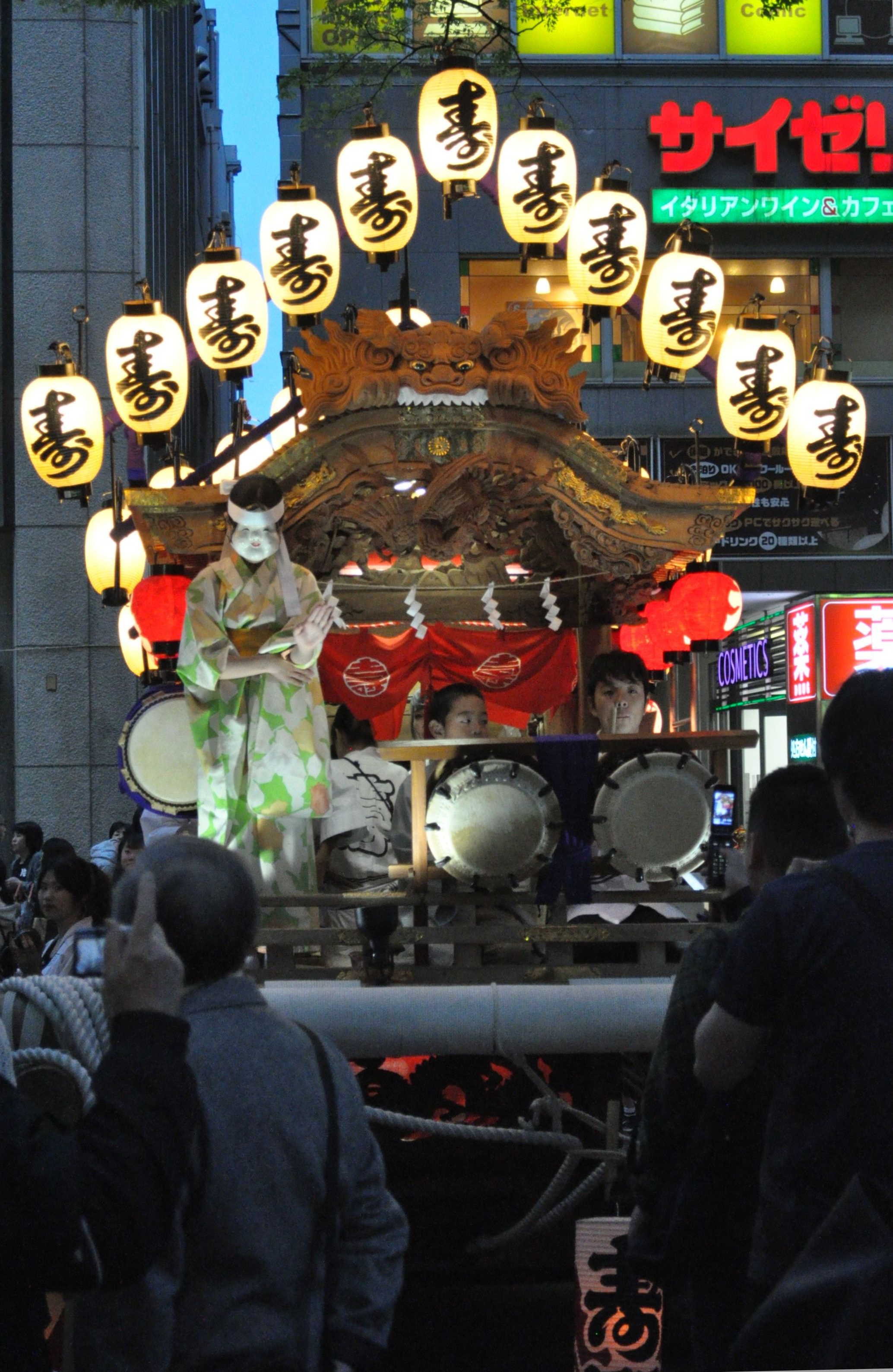
寿町山車（西の山車 2017年5月3日撮影）
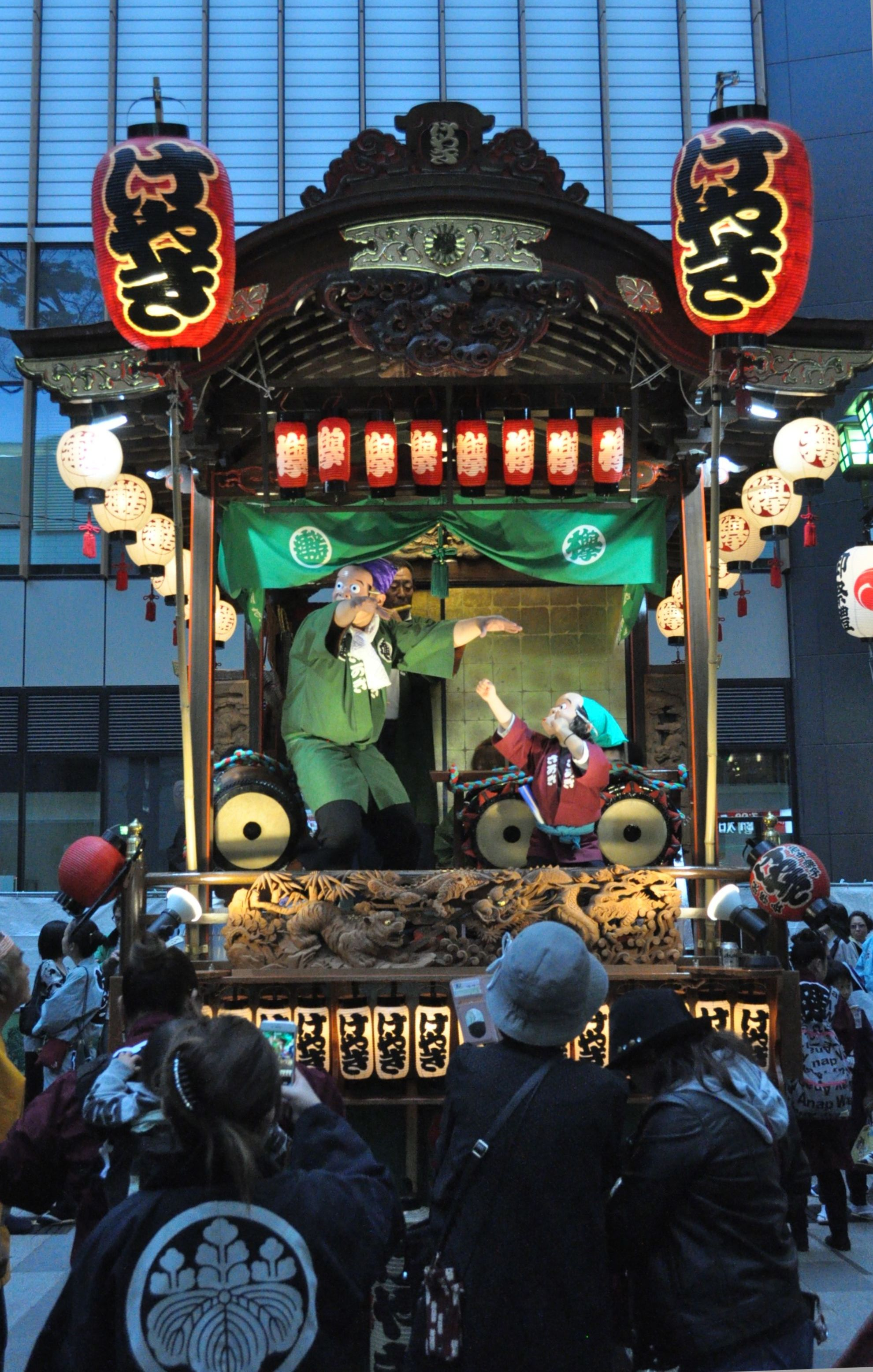
欅若連山車（西の山車 2017年5月3日撮影）
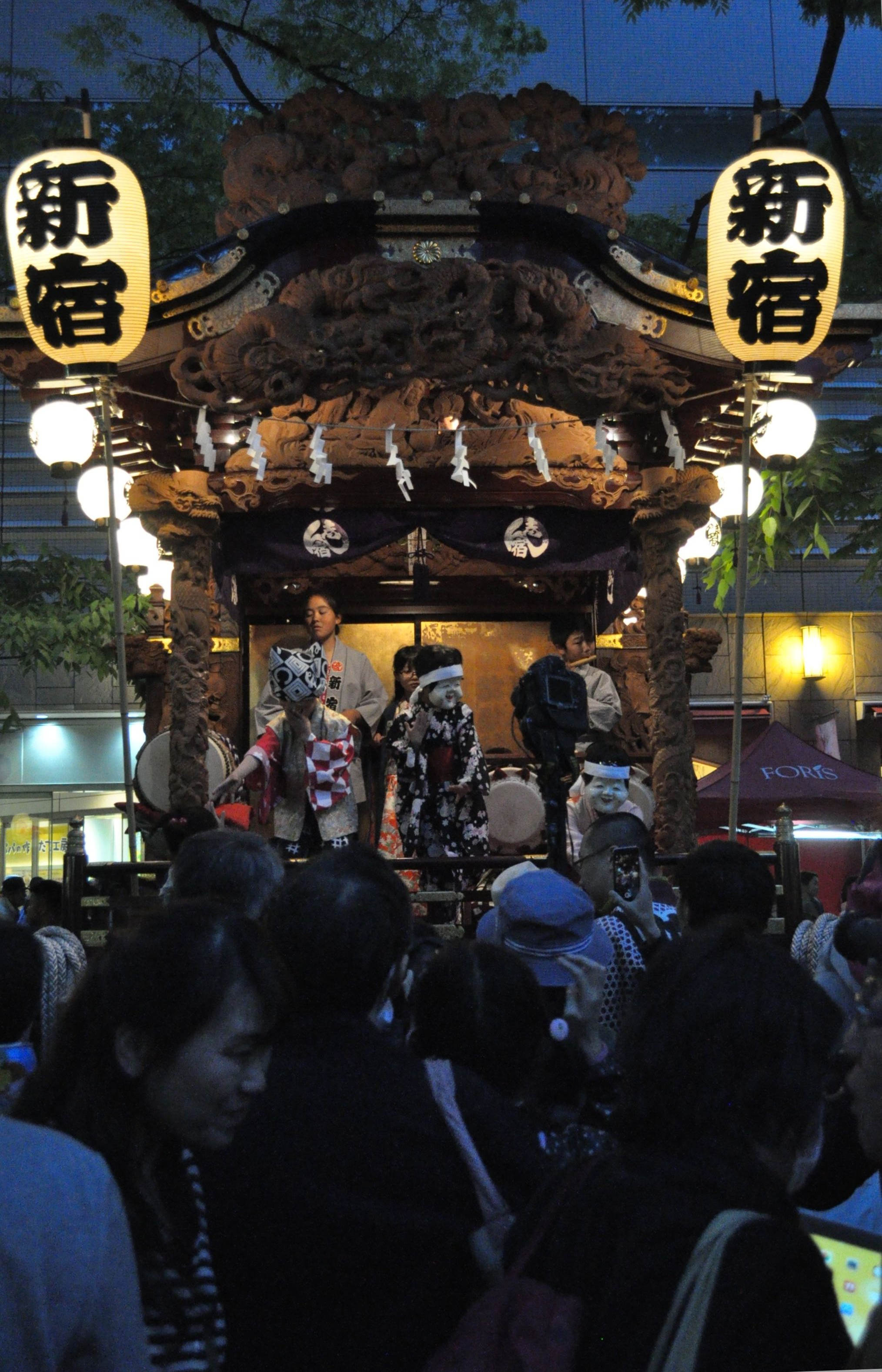
新宿町山車（東の山車 2017年5月3日撮影）
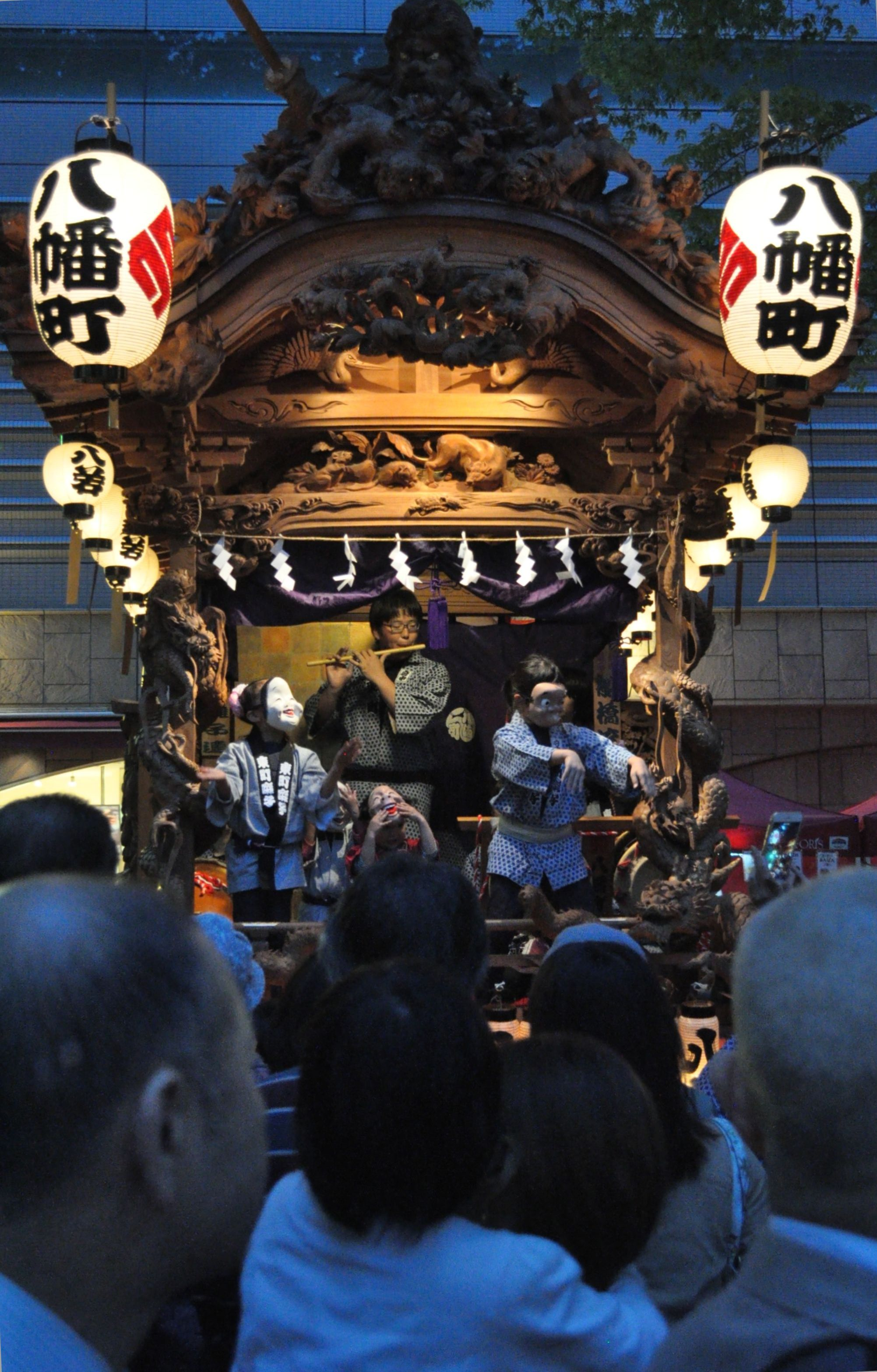
八幡町山車（東の山車 2017年5月3日撮影）
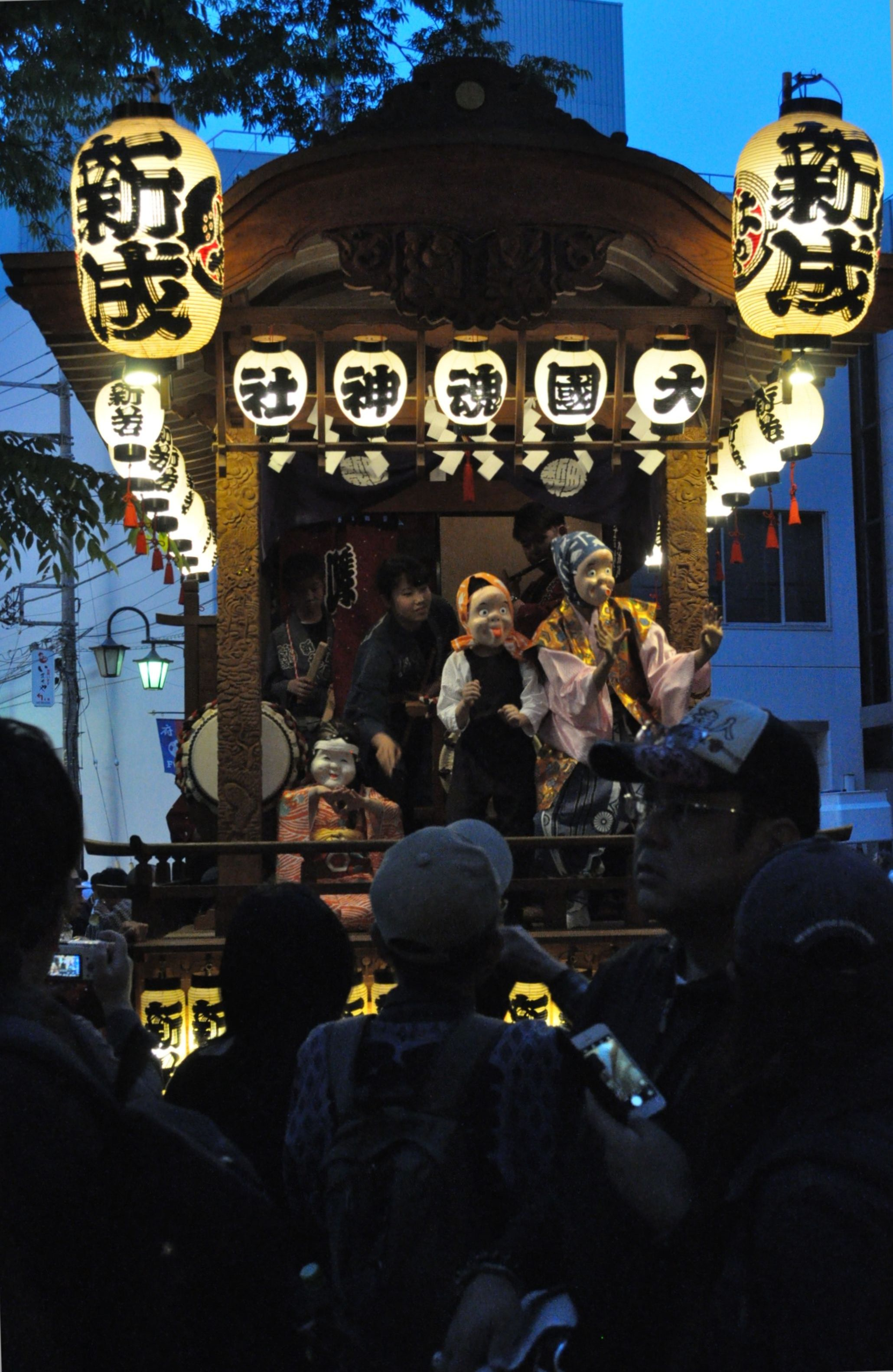
神成区山車（東の山車 2017年5月3日撮影）
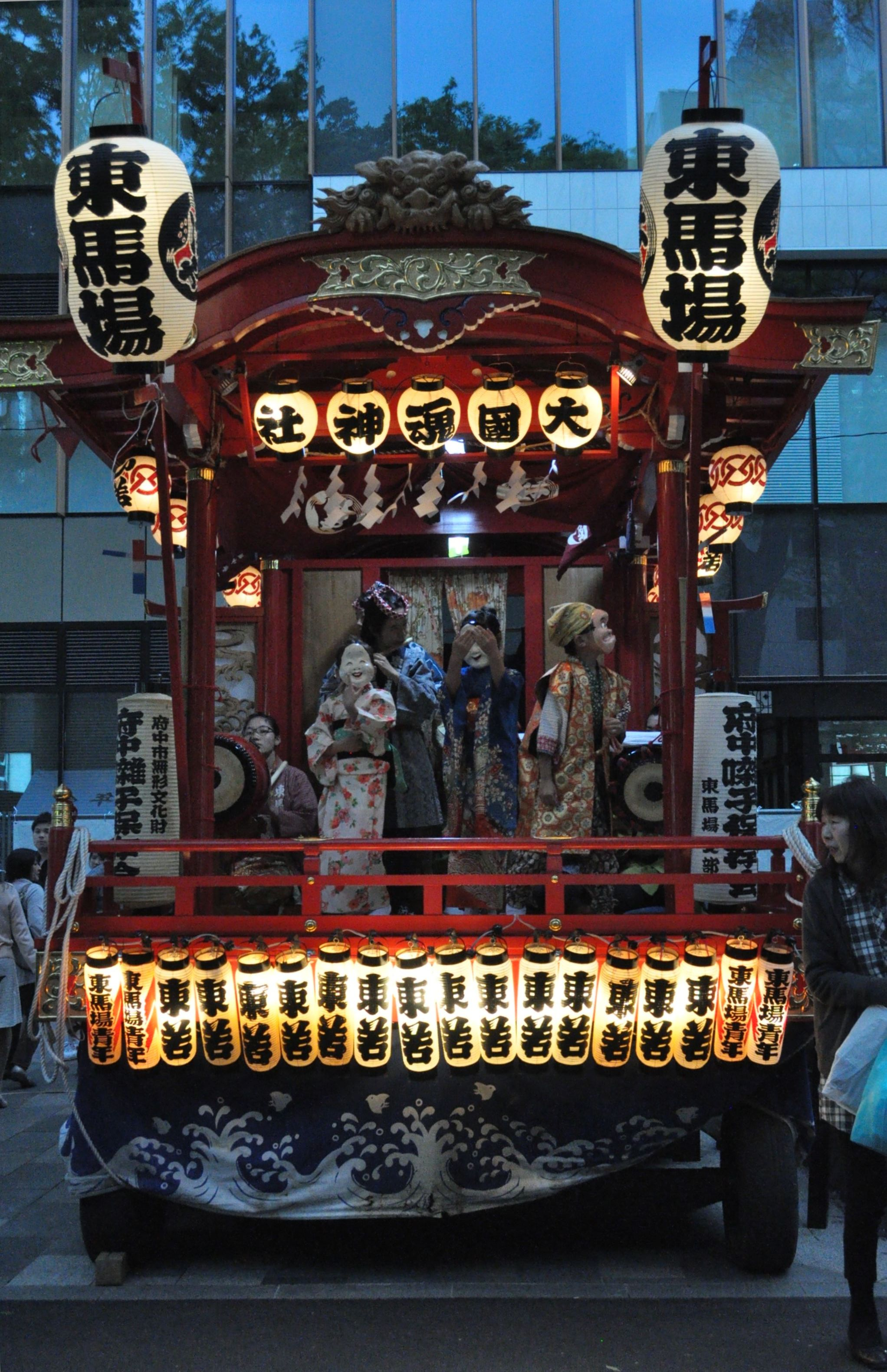
東馬場山車（東の山車 2017年5月3日撮影）

競馬式（駒くらべ）
午後8時 6頭の馬が、旧甲州街道を3度往復する。騎手は烏帽子直垂姿で騎乗。その昔、武蔵国府の周辺では良質の牧場が多くあり、駿馬良馬を生産するようになった。武蔵国府の国司は朝廷や時の幕府に献上するために、良馬を府中に集め馬場で走らせ検閲の上選定していた。その行事を現在は競馬式（駒くらべ）とし、約千年以上続けられている古式とされる。※6頭立ては2007年（平成19年）からで、それまでは4頭（四ヶ町より各1頭）であった。

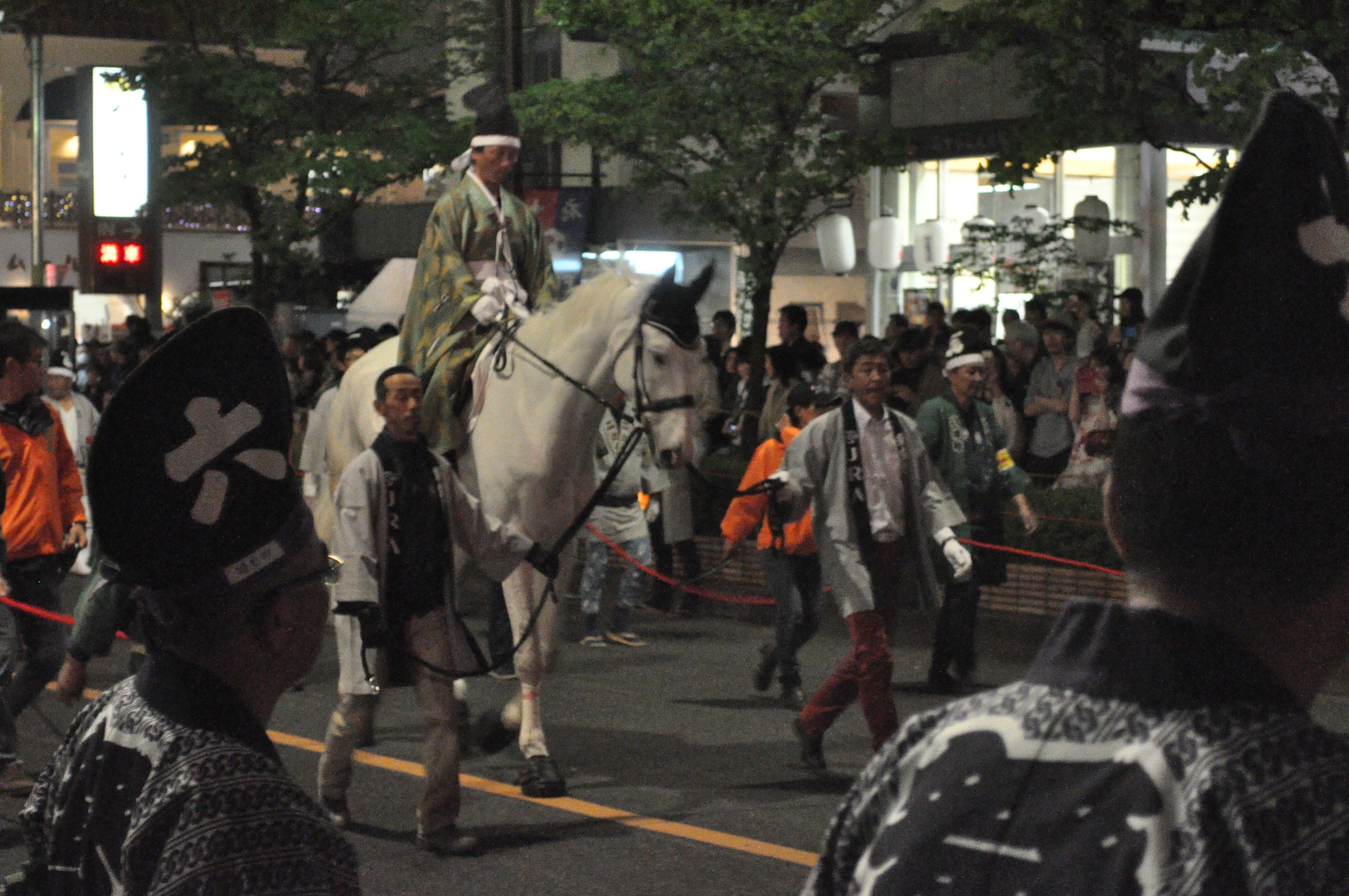
競馬式（2017年5月3日撮影）
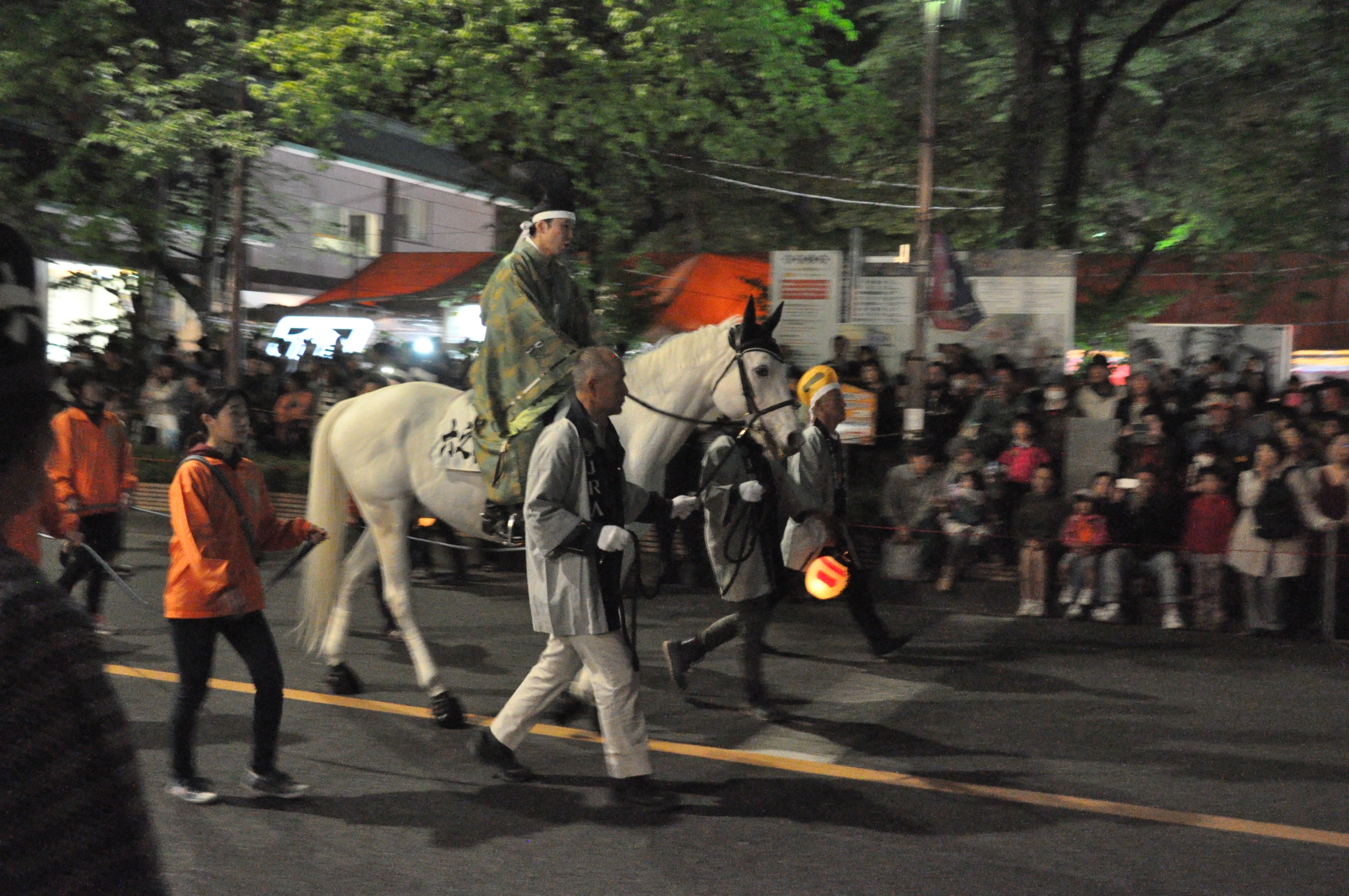
競馬式（2017年5月3日撮影）
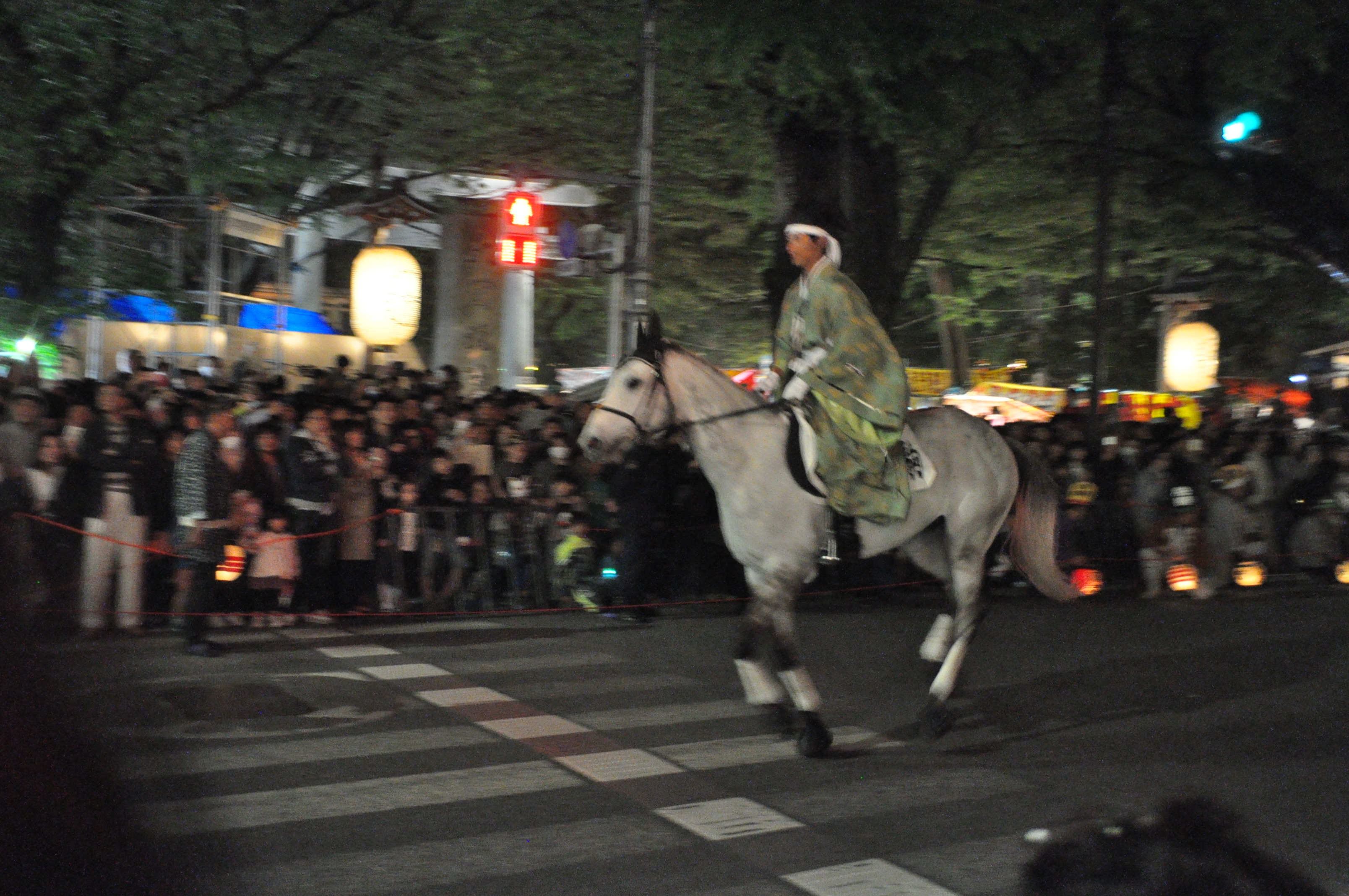
競馬式（2017年5月3日撮影）
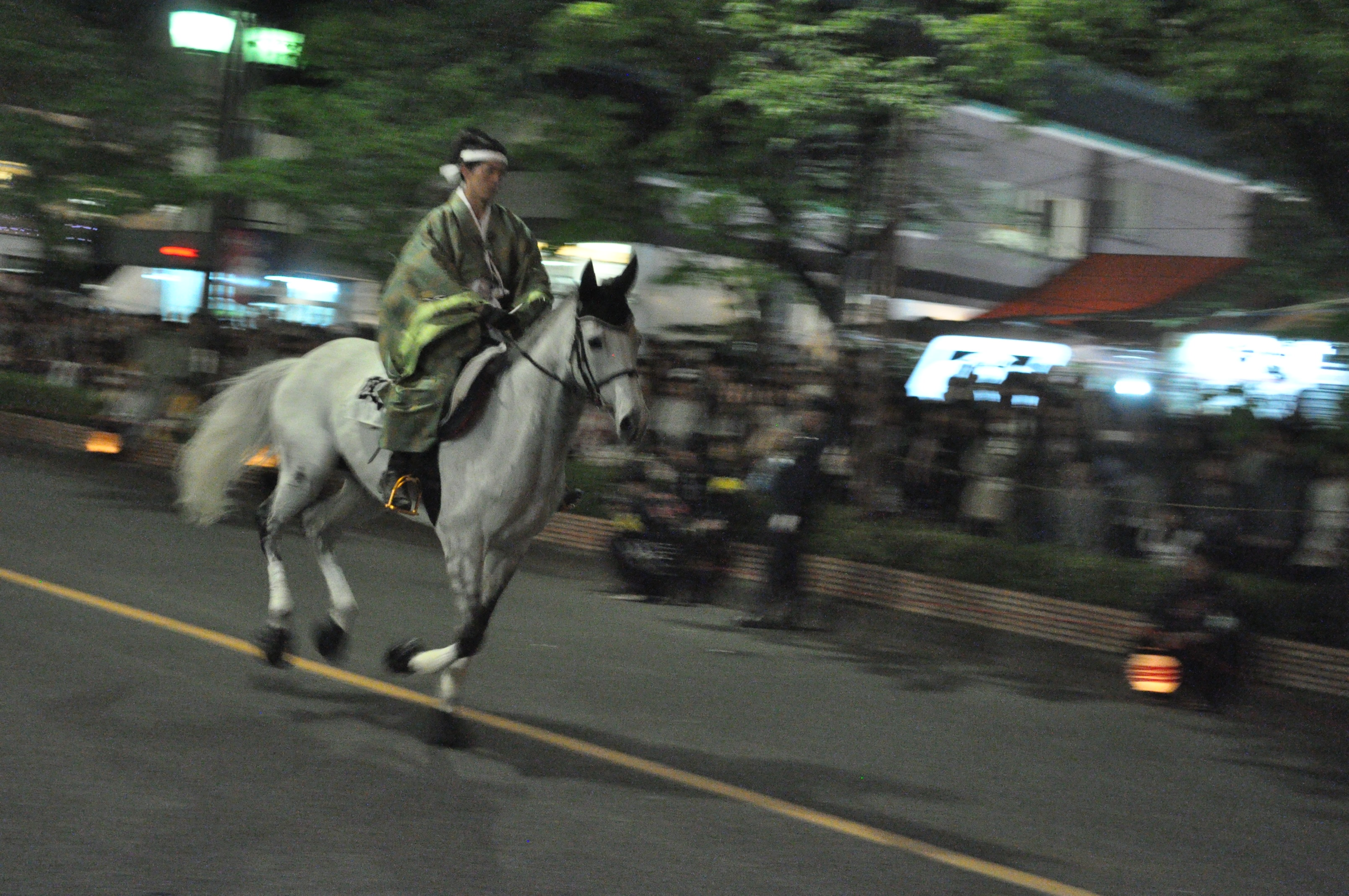
競馬式（2017年5月3日撮影）

### 5月4日
御綱祭
午前9時 神輿に御霊が移る準備として、神輿に忌笹と海水を用いてお祓いをし、飾り綱を掛ける。
萬燈大会
午後12時半 市内各町青年が制作した花萬燈の美しさを競い合う。

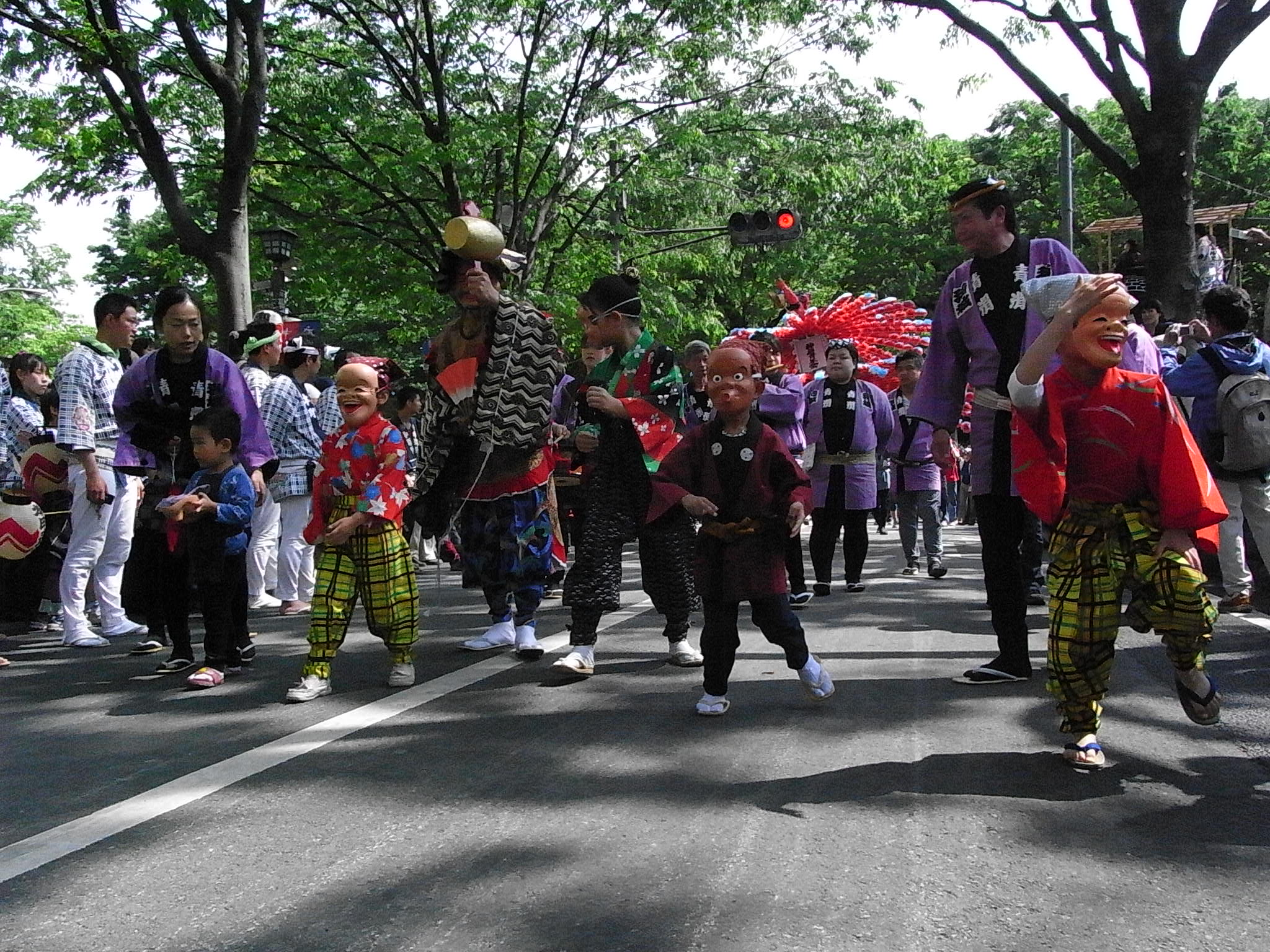
花萬燈（2009年5月4日撮影）
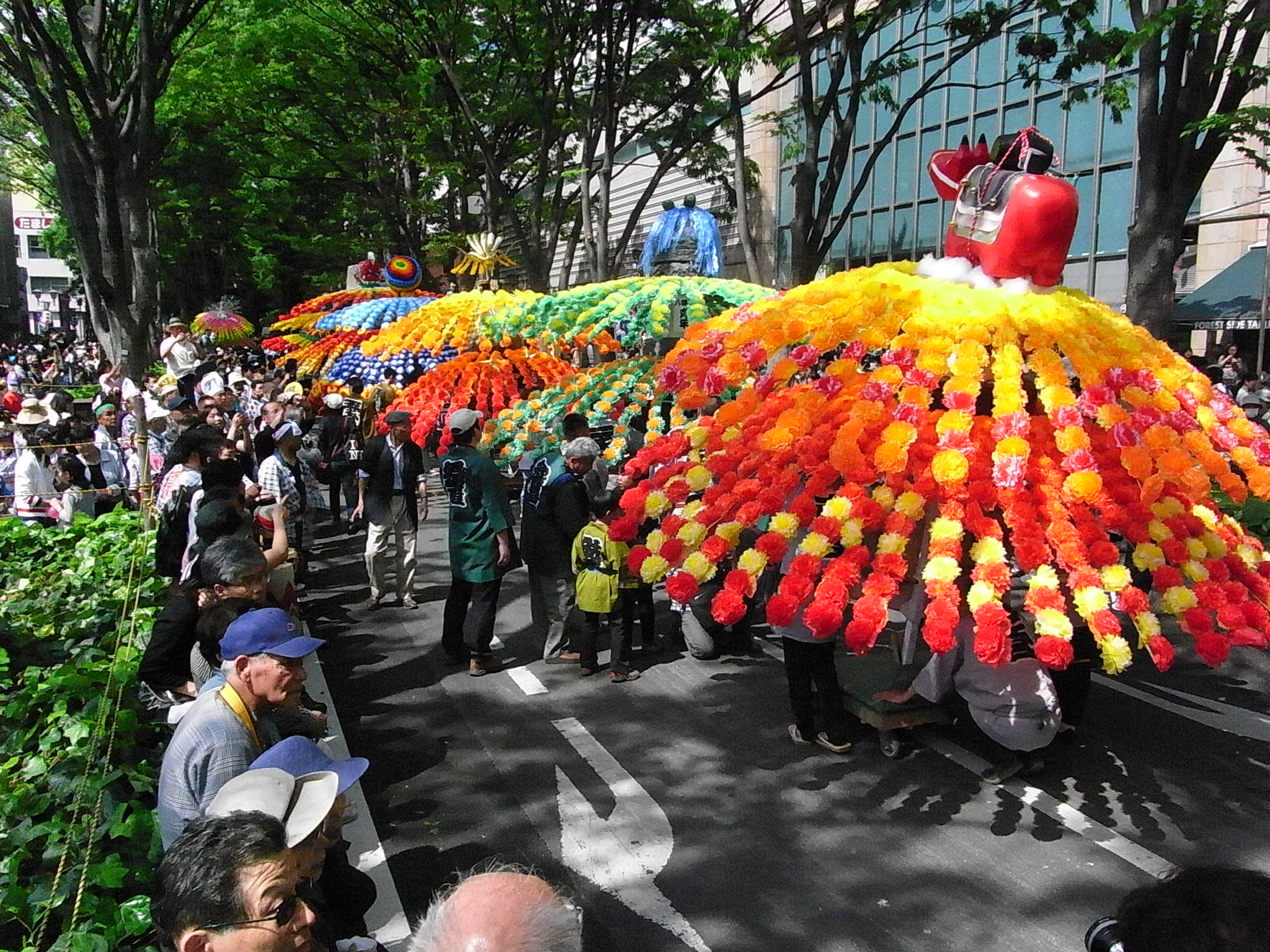
花萬燈（2009年5月4日撮影）
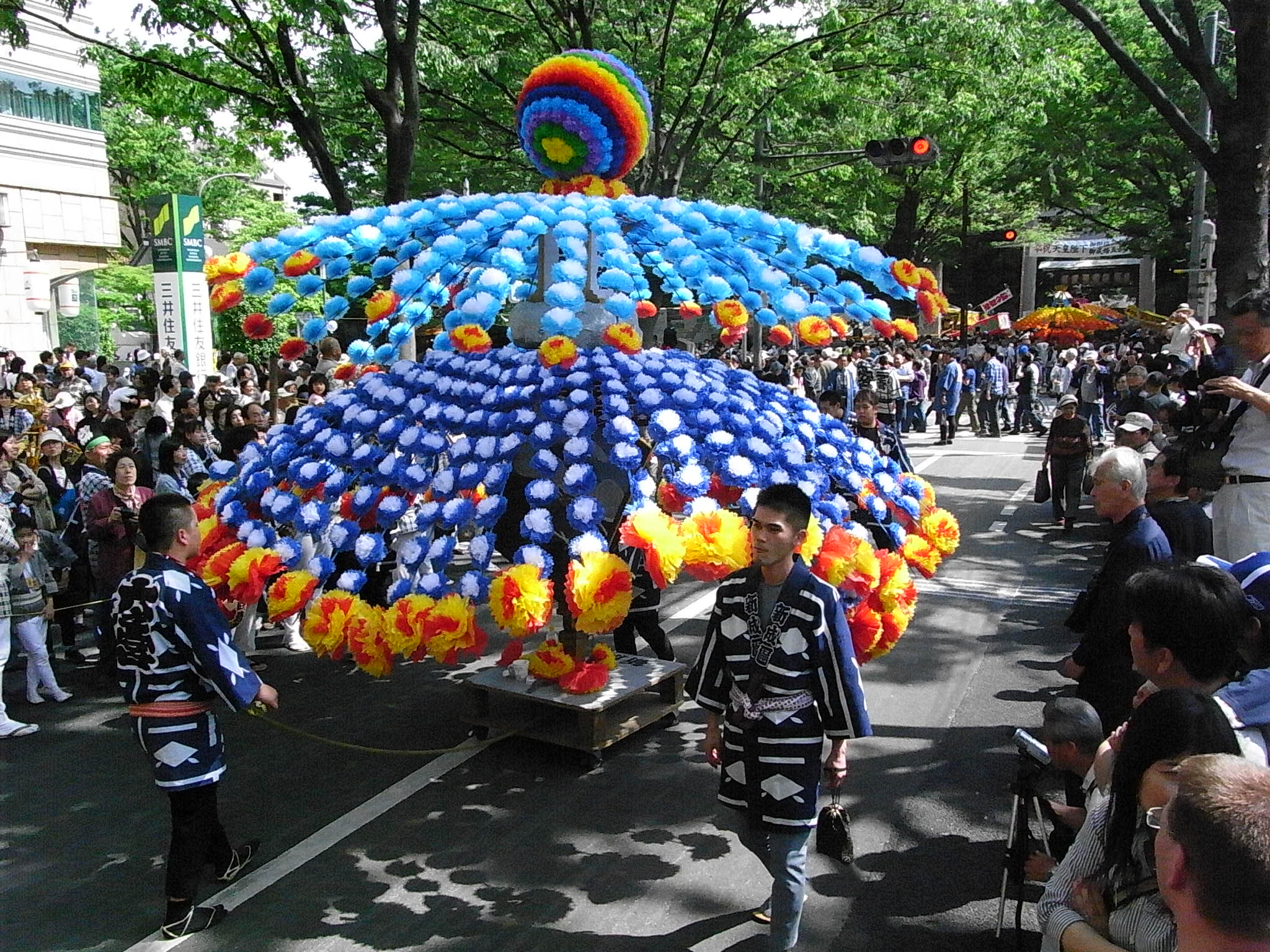
花萬燈（2009年5月4日撮影）
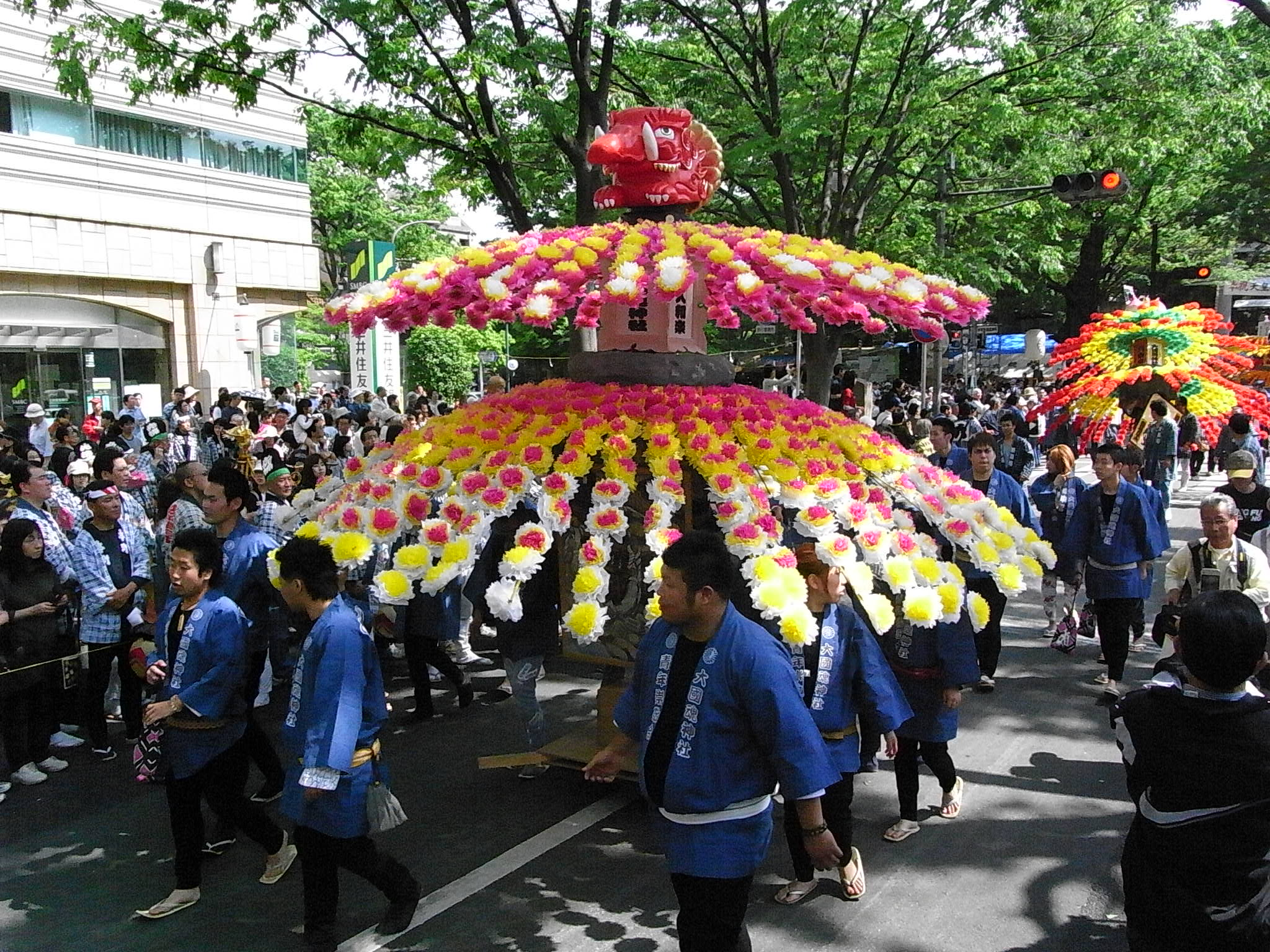
花萬燈（2009年5月4日撮影）
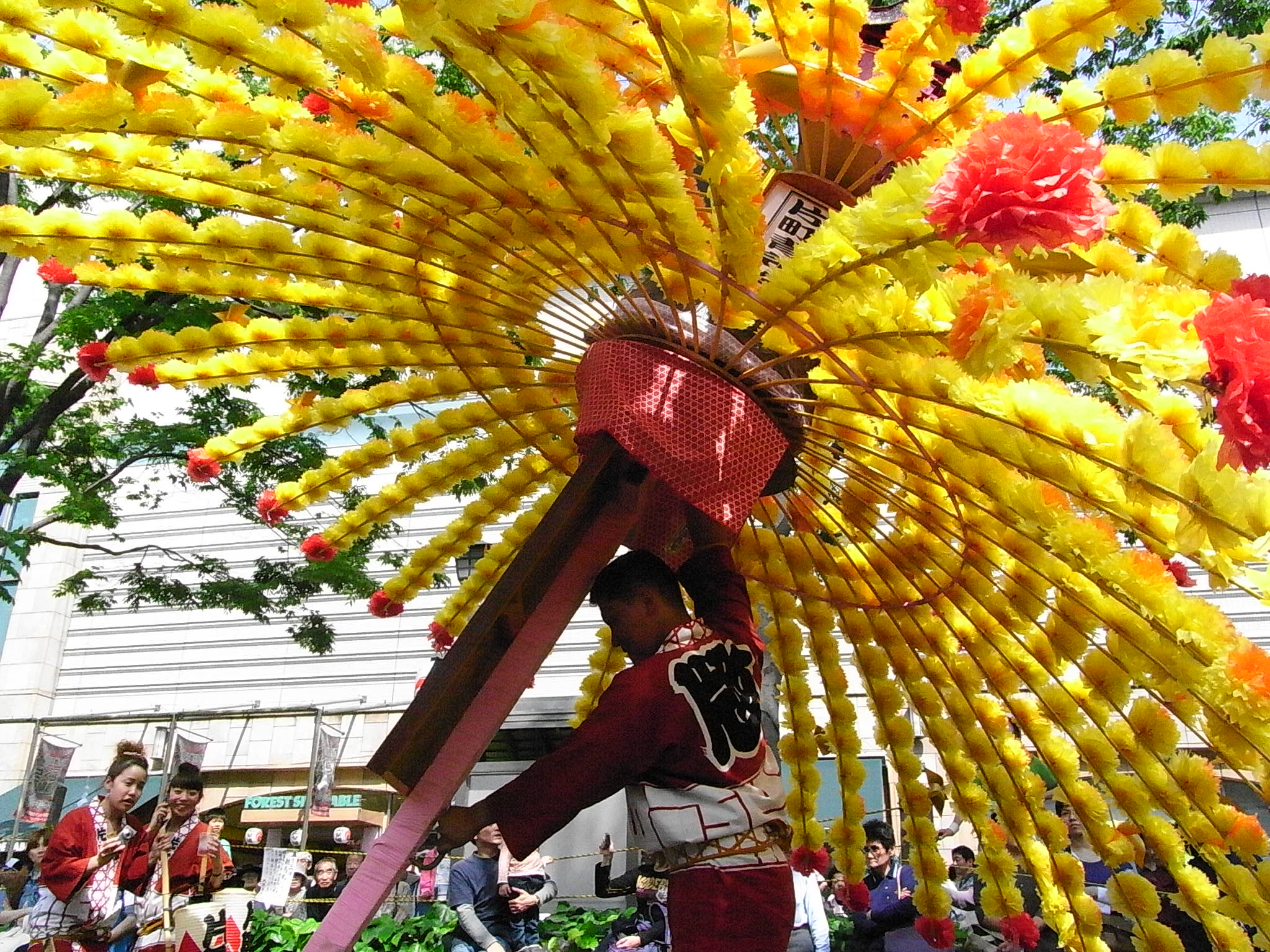
花萬燈（2009年5月4日撮影）

子供御輿お祓い
午後1時半 市内各町内の子供御輿が拝殿前に集まり、お祓いを受ける。

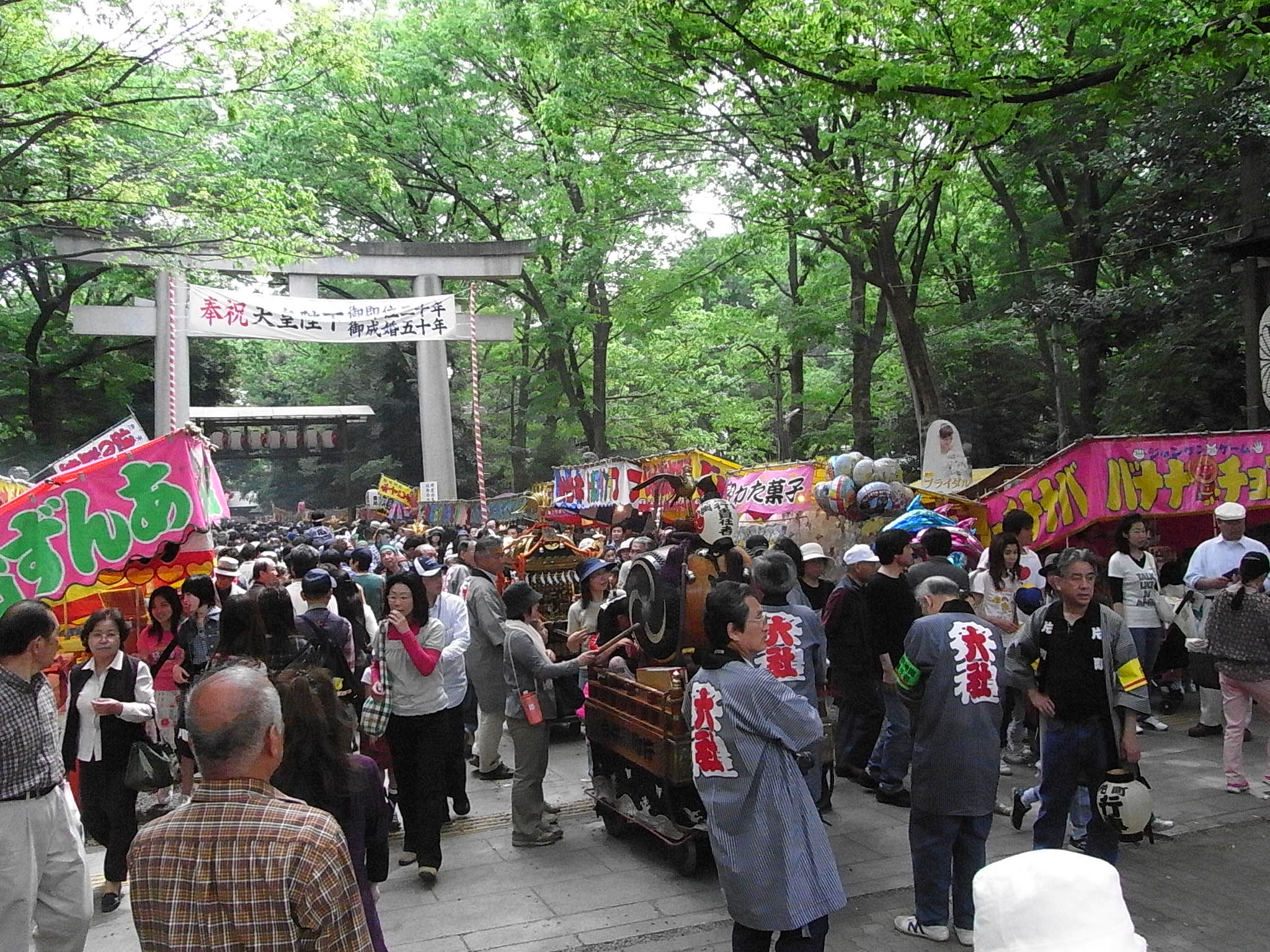
子供神輿（2009年5月4日撮影）
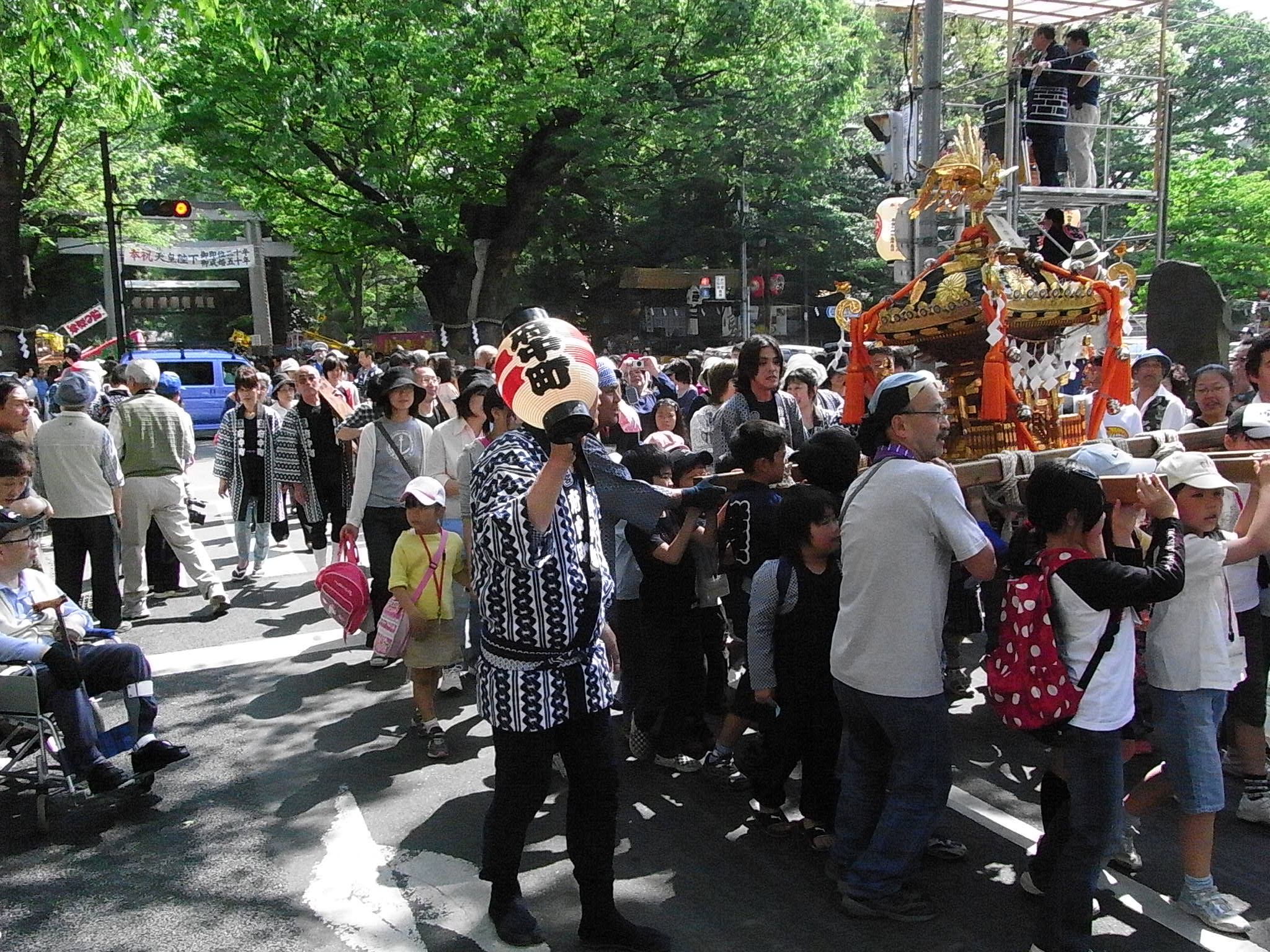
子供神輿（2009年5月4日撮影）
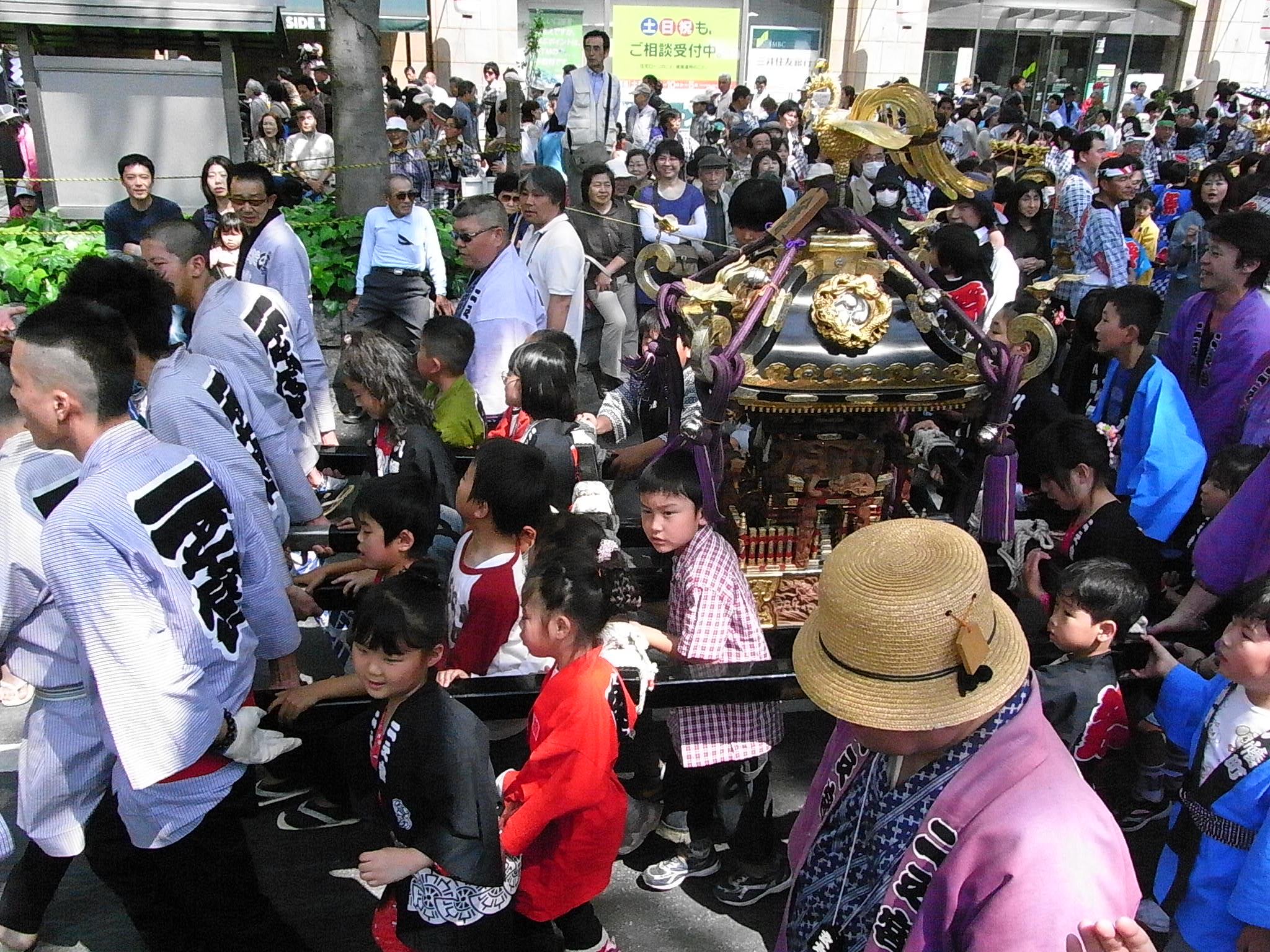
子供神輿（2009年5月4日撮影）

山車行列
午後6時〜午後9時 市内各町の山車が大鳥居を中心に旧甲州街道を東西に巡行する。

### 5月5日（例大祭）
例大祭
午前10時〜午後12時 拝殿で執り行われる、最も重要な祭儀。
道清め
午後1時半〜 参道から御旅所まで、神輿・太鼓の通る道をササラを手にした行列が交互に地面を叩きながらお祓いして進む。

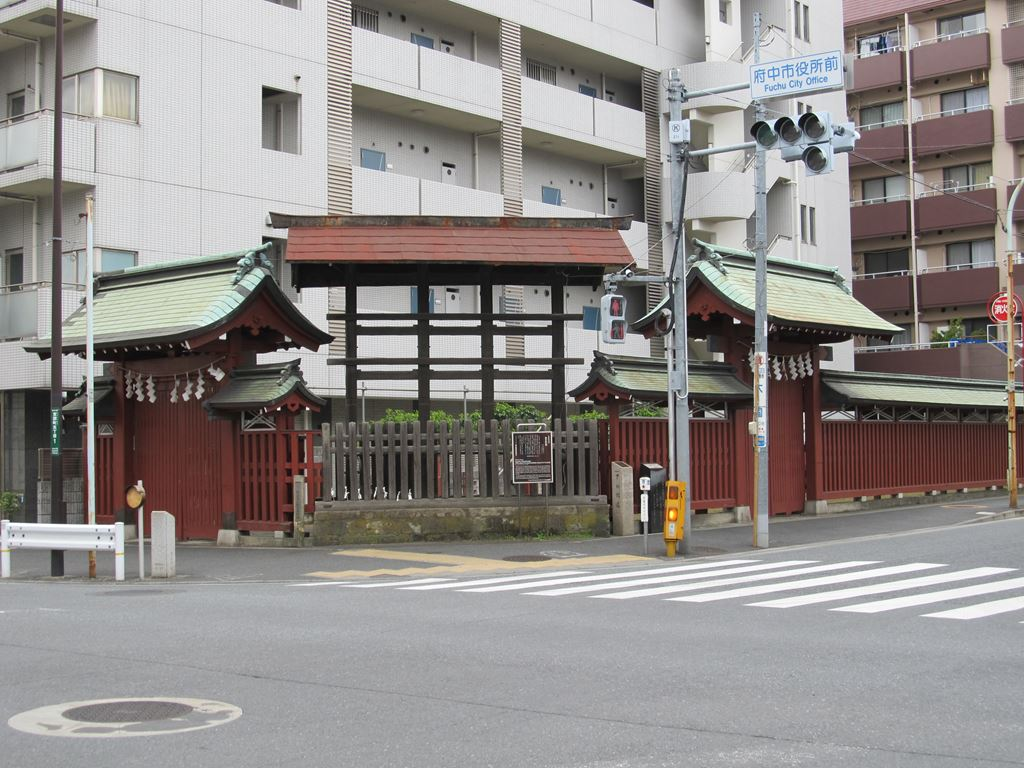
御旅所
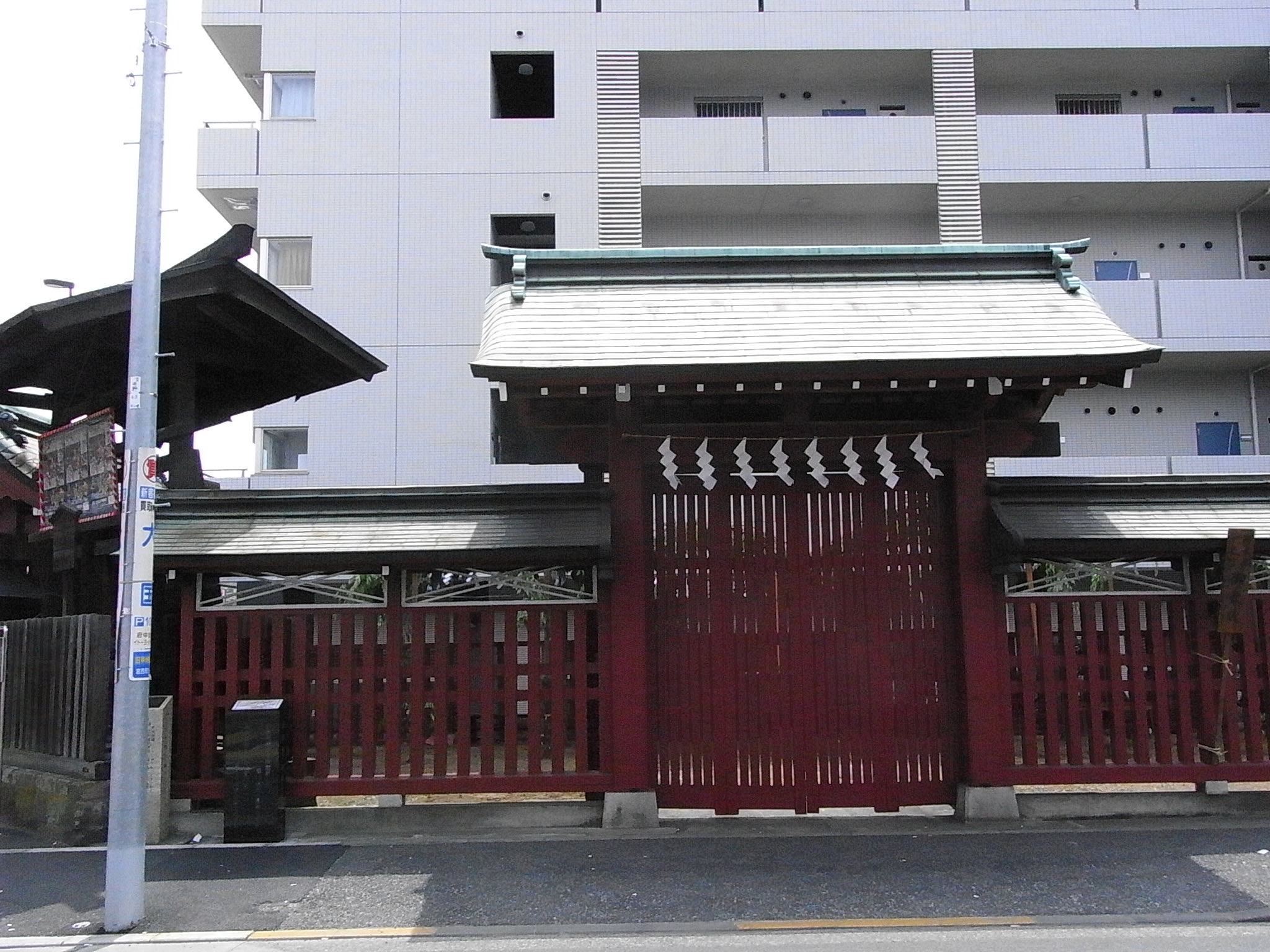
御旅所（2009年5月5日撮影）

宮乃咩神社奉幣
午後2時 境内摂社の宮乃咩神社にて奉幣。
各神輿差し込み
午後2時半〜午後3時 お仮屋に置かれた各神輿を動座祭に向けて本殿前に並べる。
各太鼓送り込み
午後2時半〜午後3時 6張の大太鼓を太鼓講中や町内が神社まで送り込む。

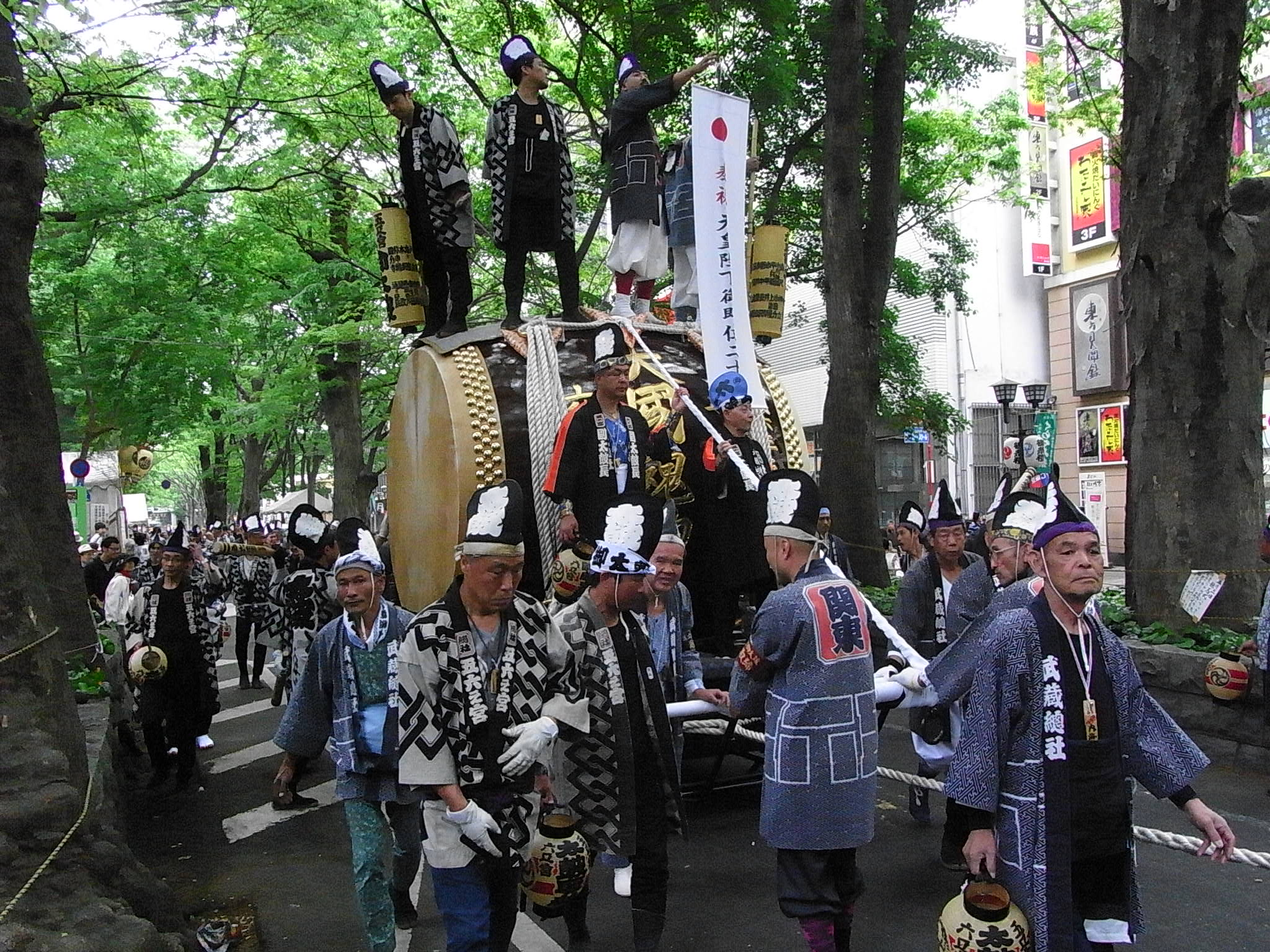
大太鼓送り込み（2009年5月5日撮影）
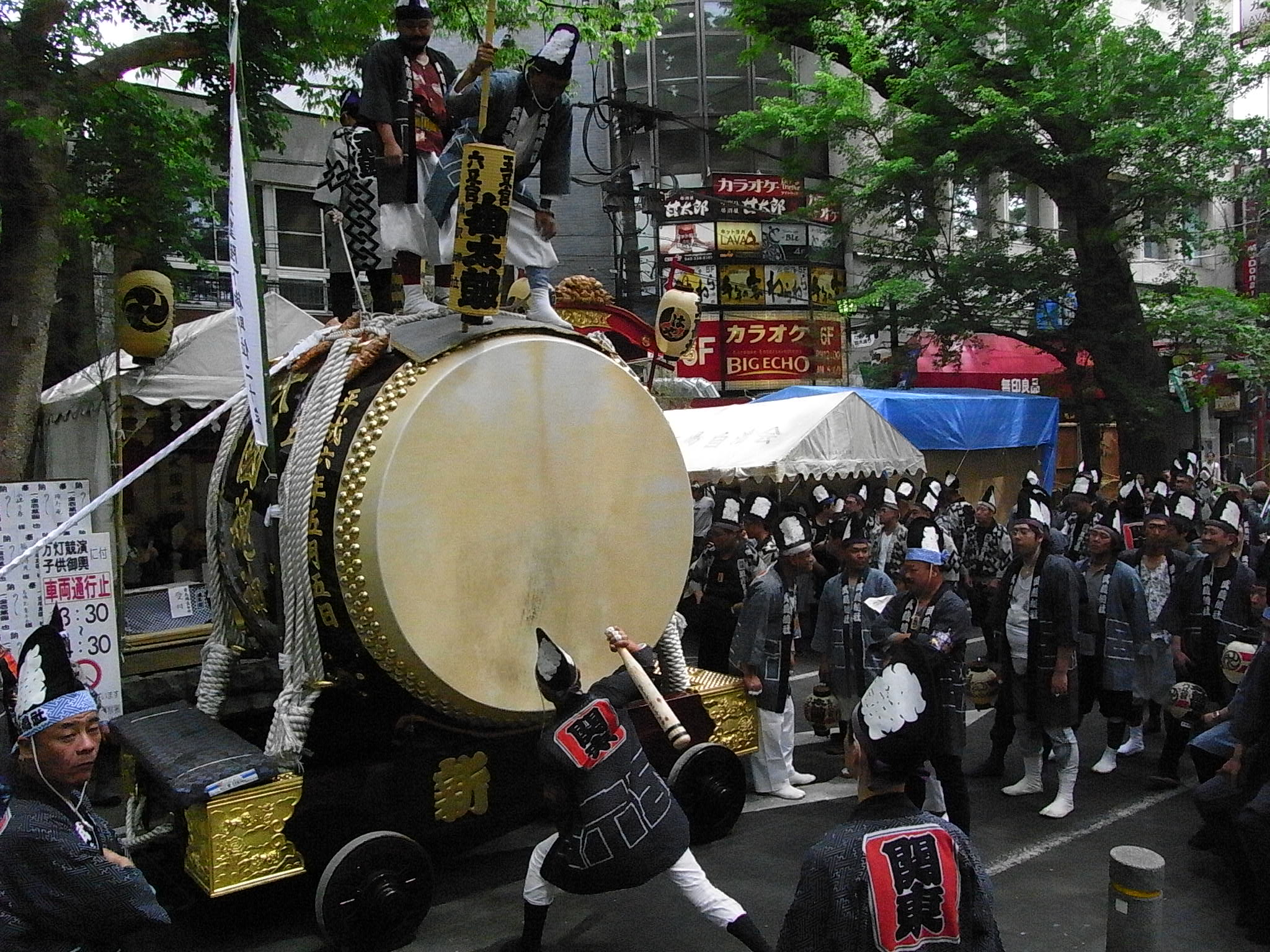
大太鼓送り込み（2009年5月5日撮影）
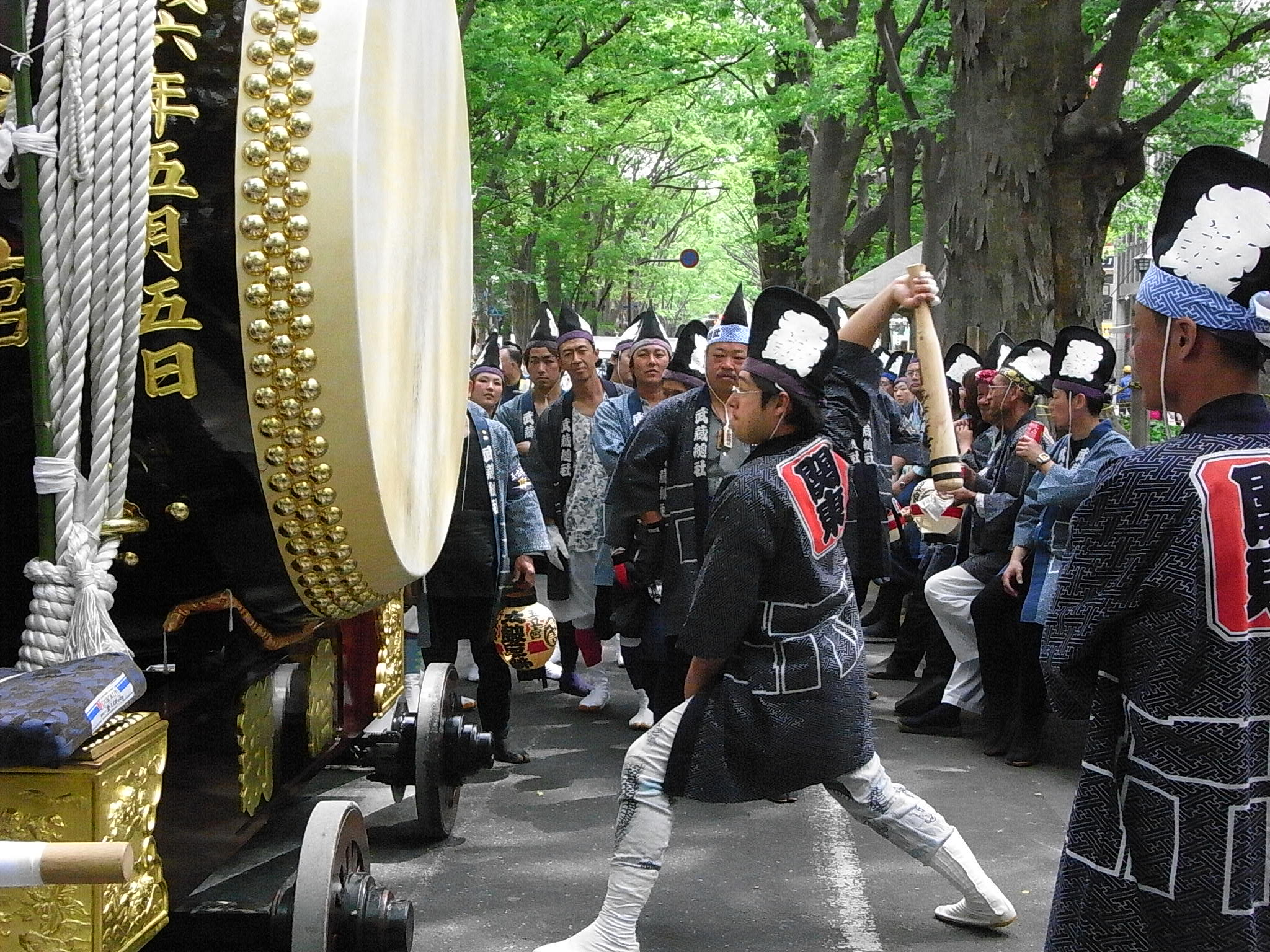
大太鼓送り込み（2009年5月5日撮影）
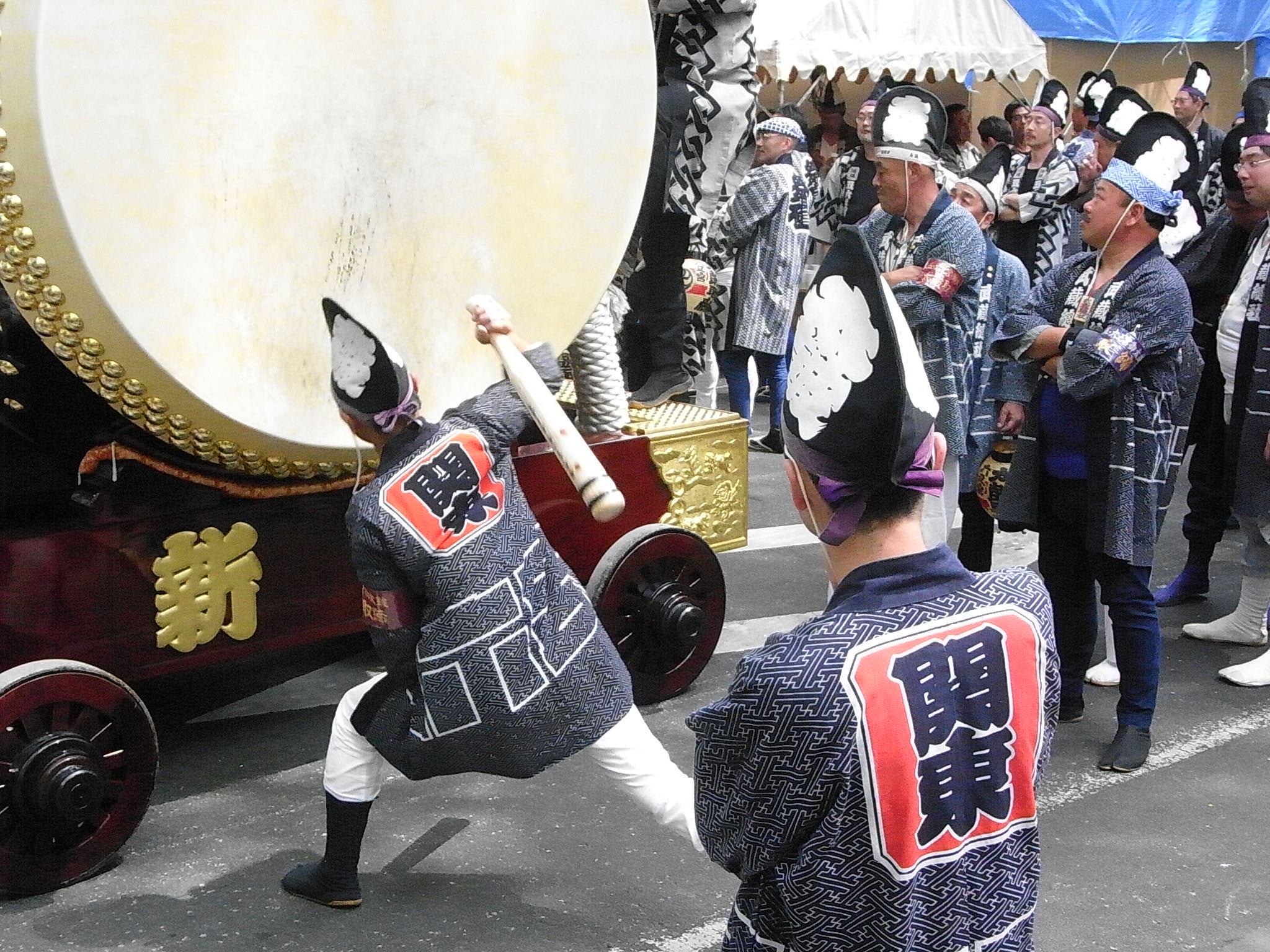
大太鼓送り込み（2009年5月5日撮影）
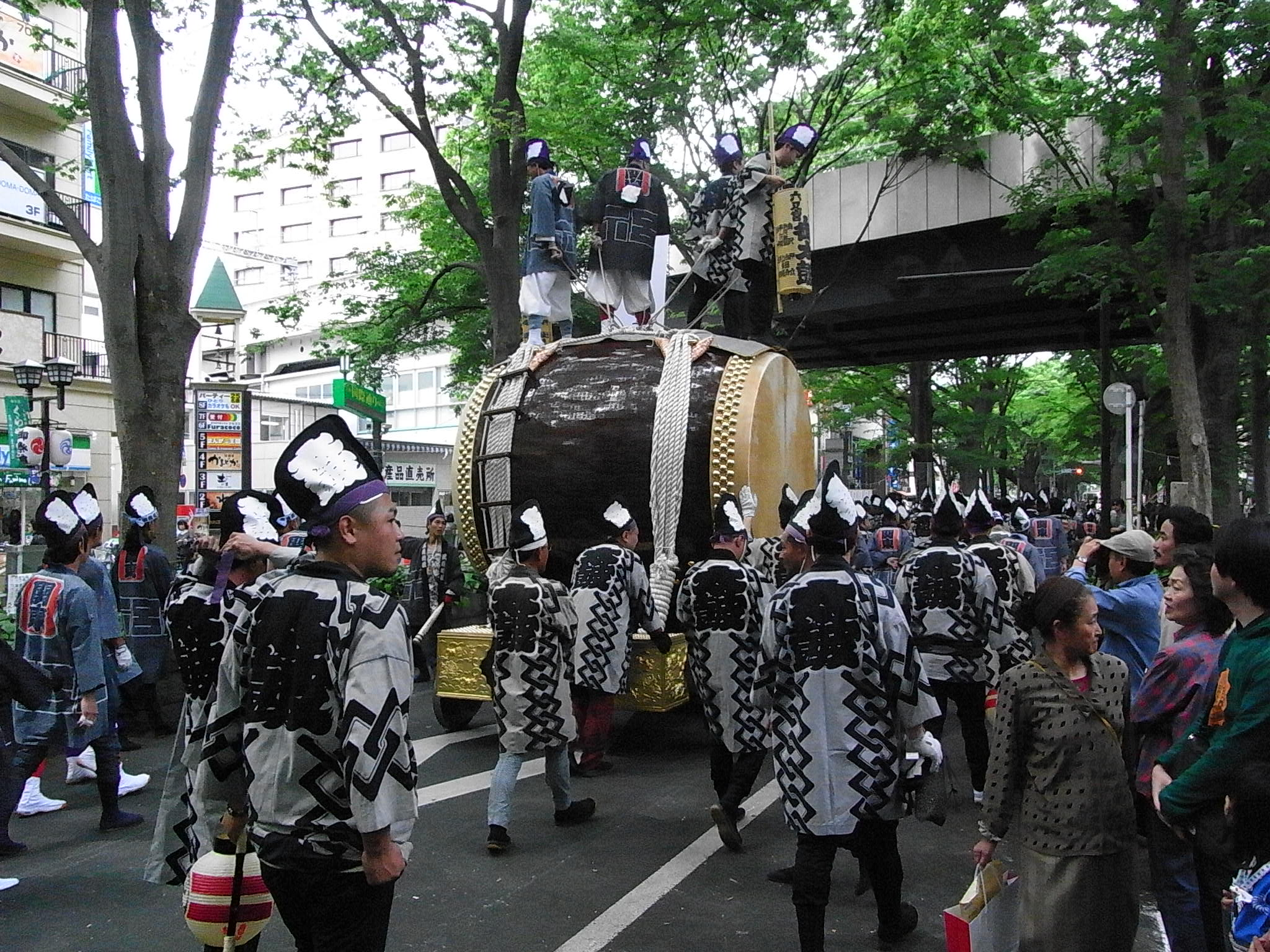
大太鼓送り込み（2009年5月5日撮影）

各太鼓打ち止め
午後3時半 動座祭・御霊遷の儀を前に太皷を打ち鳴らすのを止め、静寂を呼び込む。
御饌催促の儀
午後3時半 細谷・浦野両氏により神前への供え物を調理催促する儀式。過去は催促を75回繰り返したが、のちに3回へと変更となった。
汐盛講送り込み
午後3時半 品川海上禊祓式で汲み上げた海水を持った汐盛講の行列が拝殿前に到着。
動座祭
午後3時半〜午後5時半 御本殿から御霊を神輿に移すため神前に報告する儀式。
御神馬送り込み
午後4時 社務所前到着
煙火講中(花火役)送り込み
午後4時10分 社務所前到着
御饌長持ち送り込み
午後4時20分 社務所前到着
神幸威儀物授与
午後5時20分 渡御の際に神輿の露払いをする奉持者に刀や弓が渡される。
御霊遷の儀
午後5時20分 各神輿に本殿から御霊を移す神事。
神輿発御
午後6時 (号報3発)八基の神輿が本殿前お白州から御旅所に渡御する。八基のうち一之宮から六之宮と御本社の七基の神輿は参道から旧甲州街道へ、御霊宮神輿は西鳥居から六所口を経て府中街道へ出て、それぞれ御旅所へ向かう。（おいで）

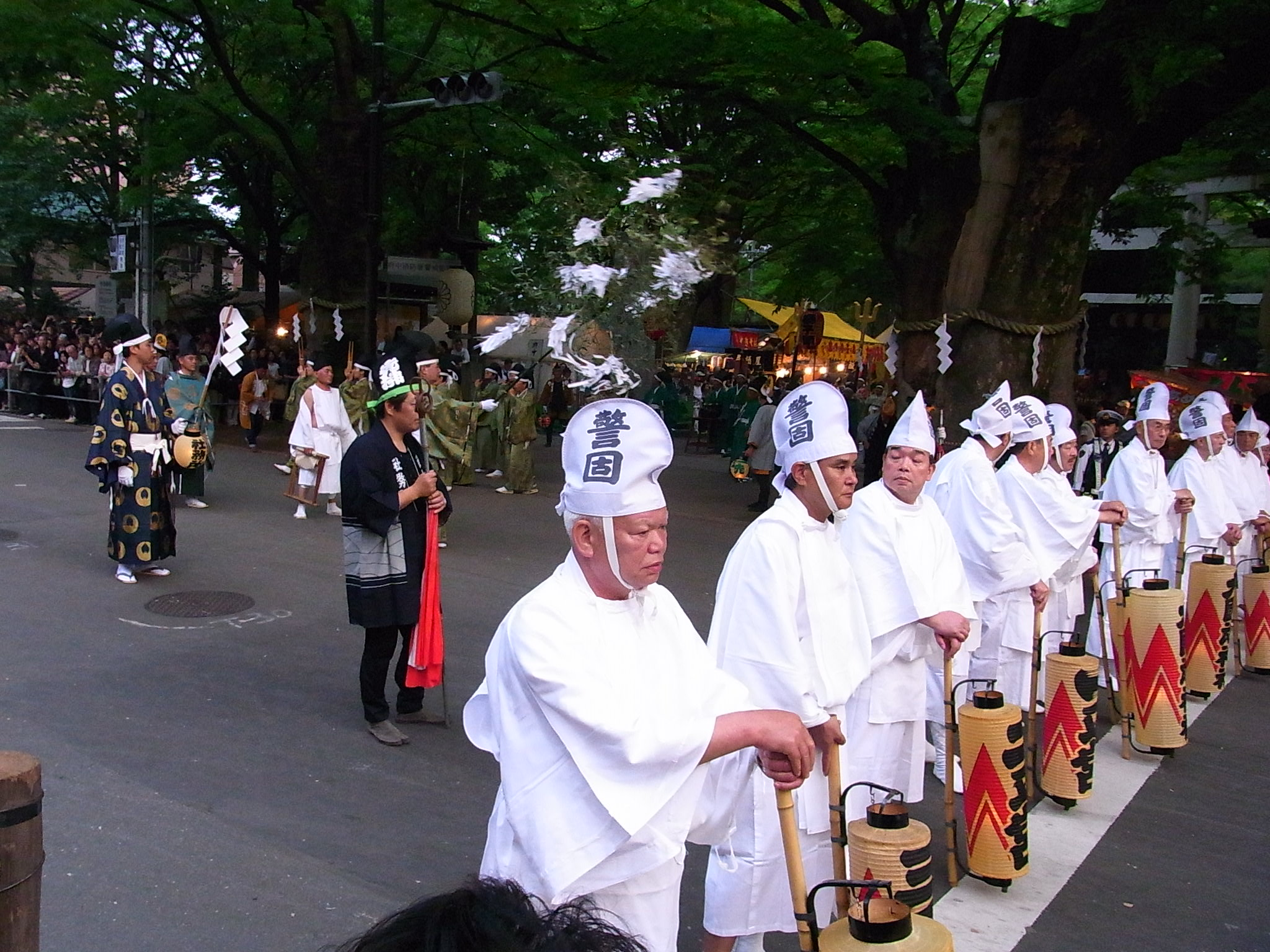
神輿発御（2010年5月5日撮影）
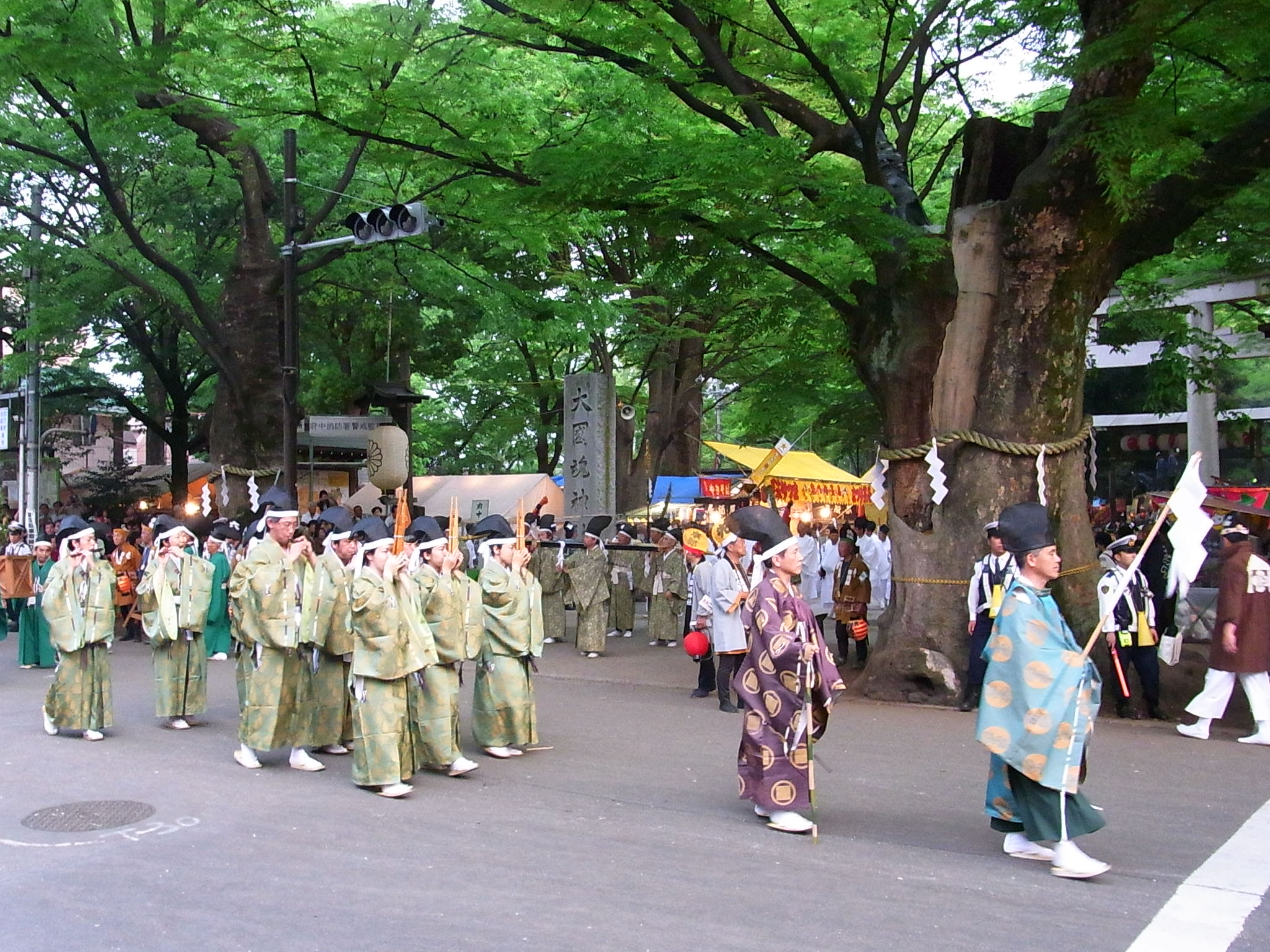
神輿発御（2010年5月5日撮影）
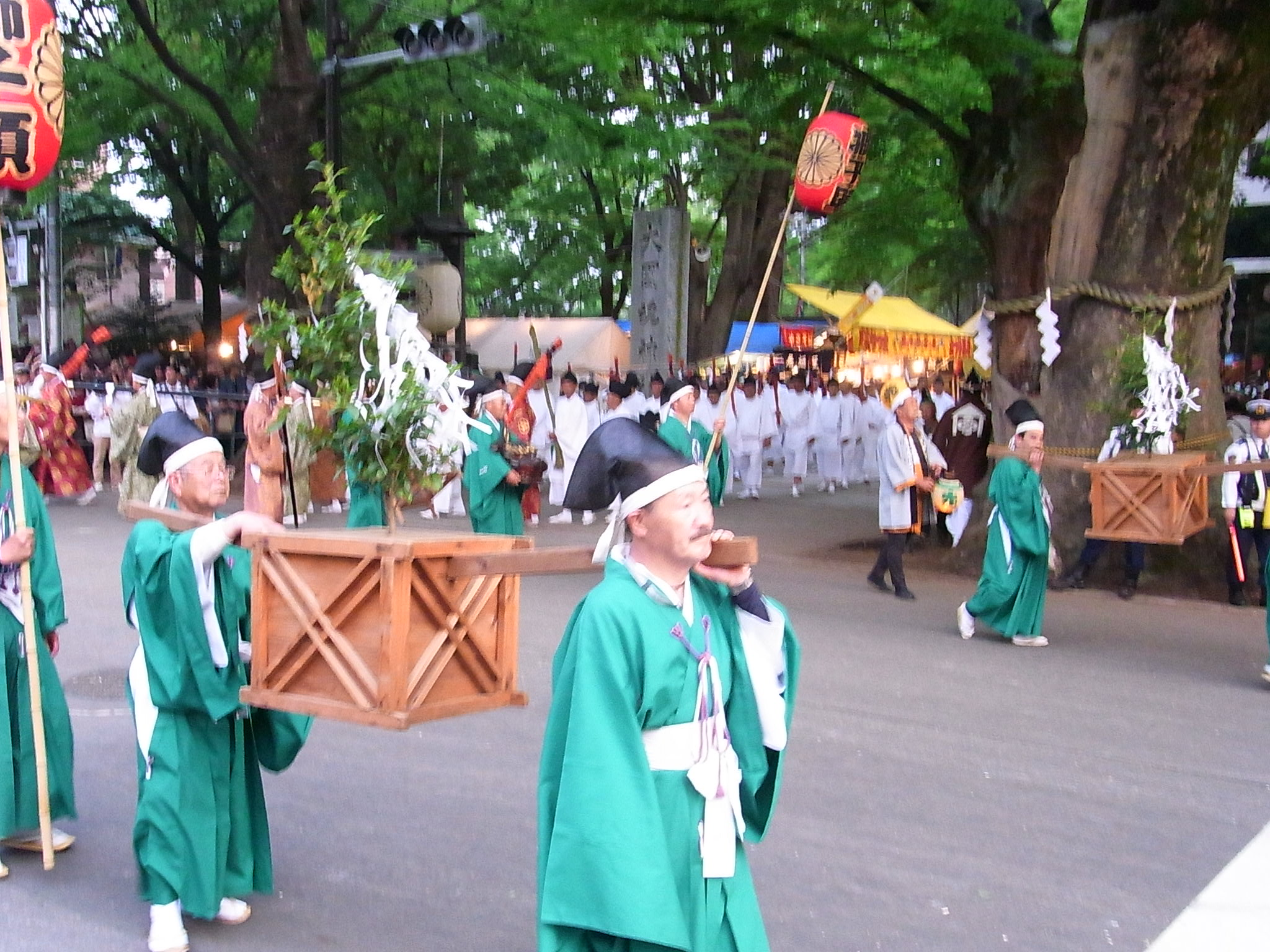
神輿発御（2010年5月5日撮影）
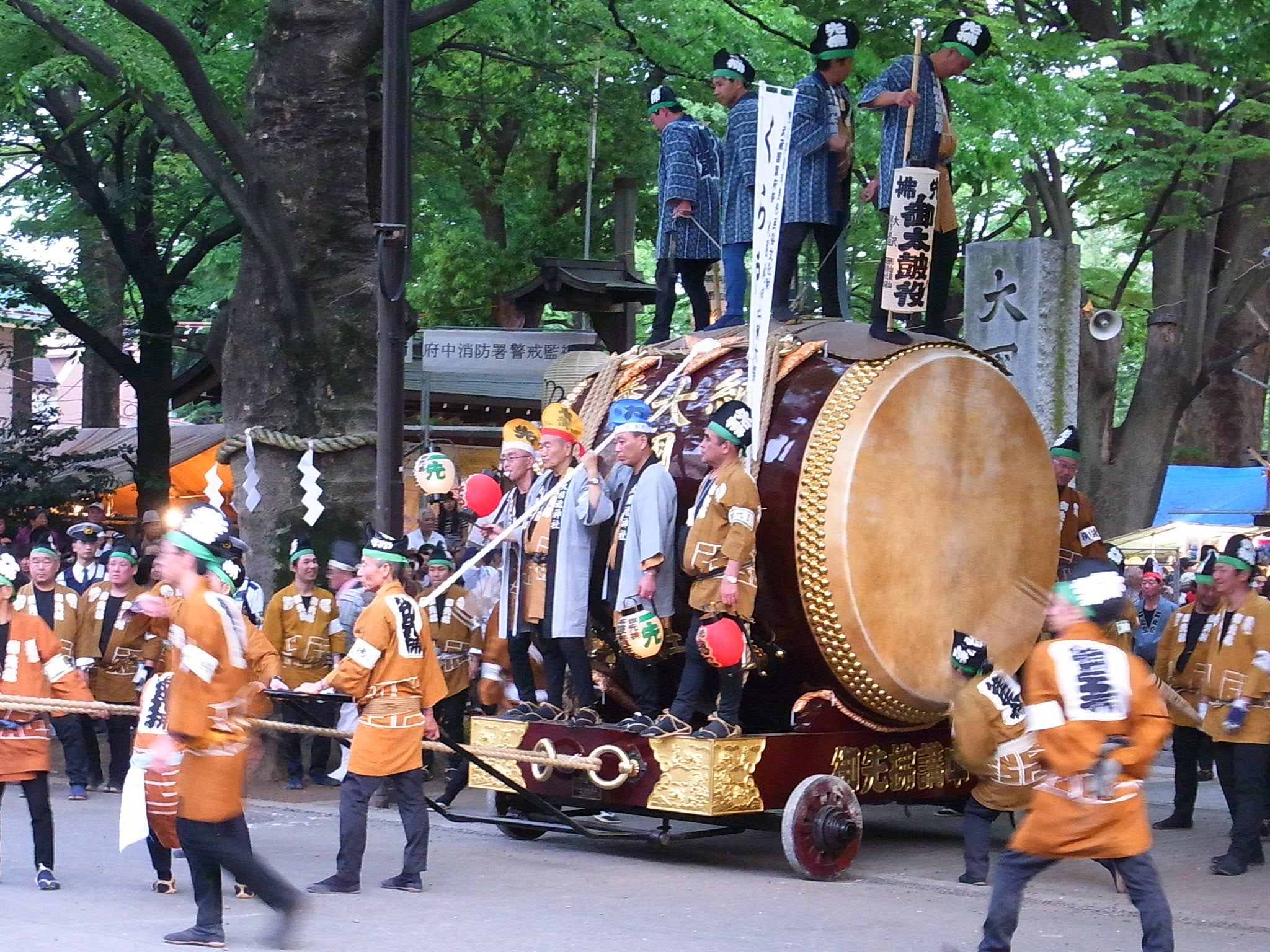
大太鼓渡御（2010年5月5日撮影）
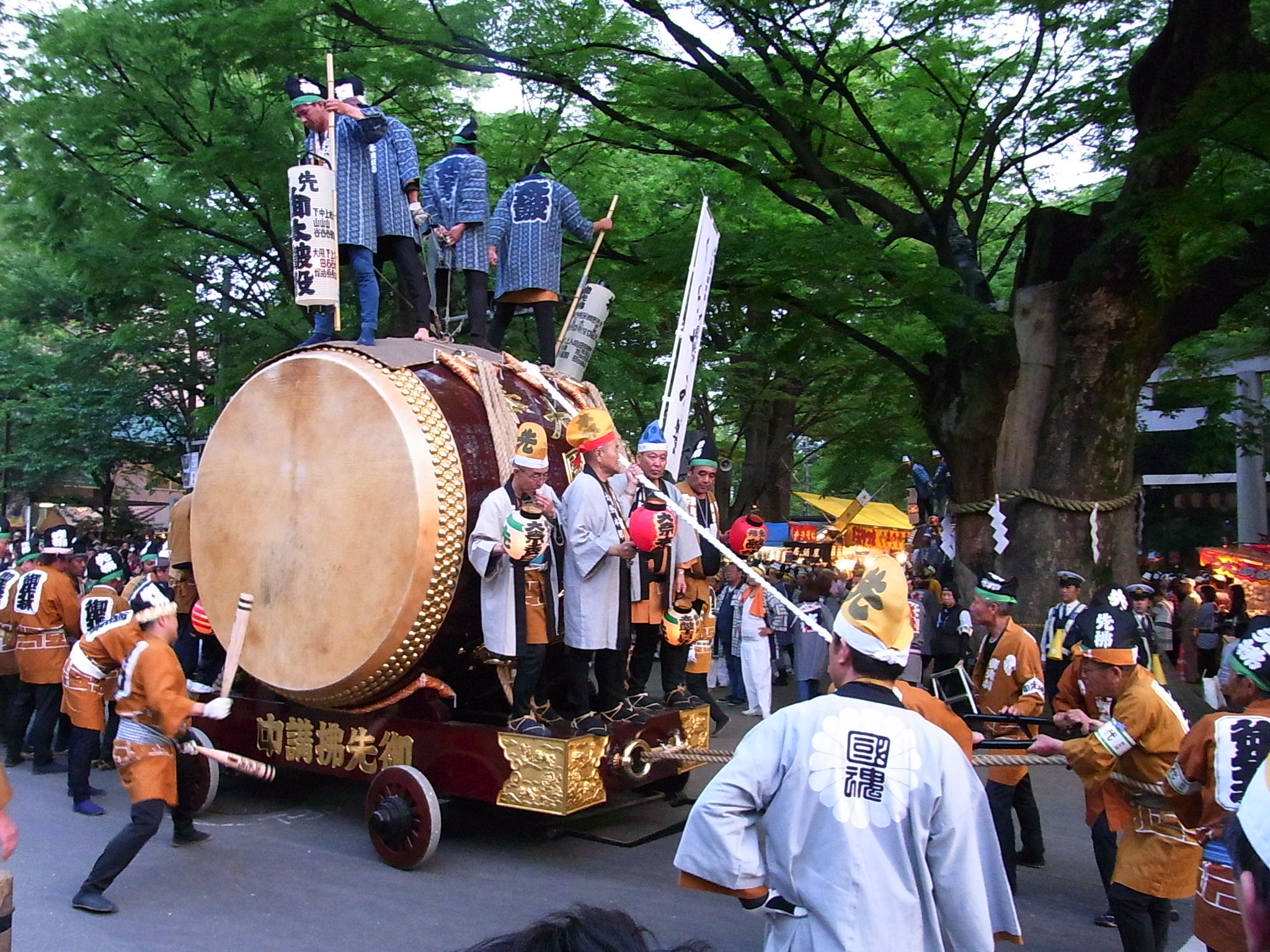
大太鼓渡御（2010年5月5日撮影）
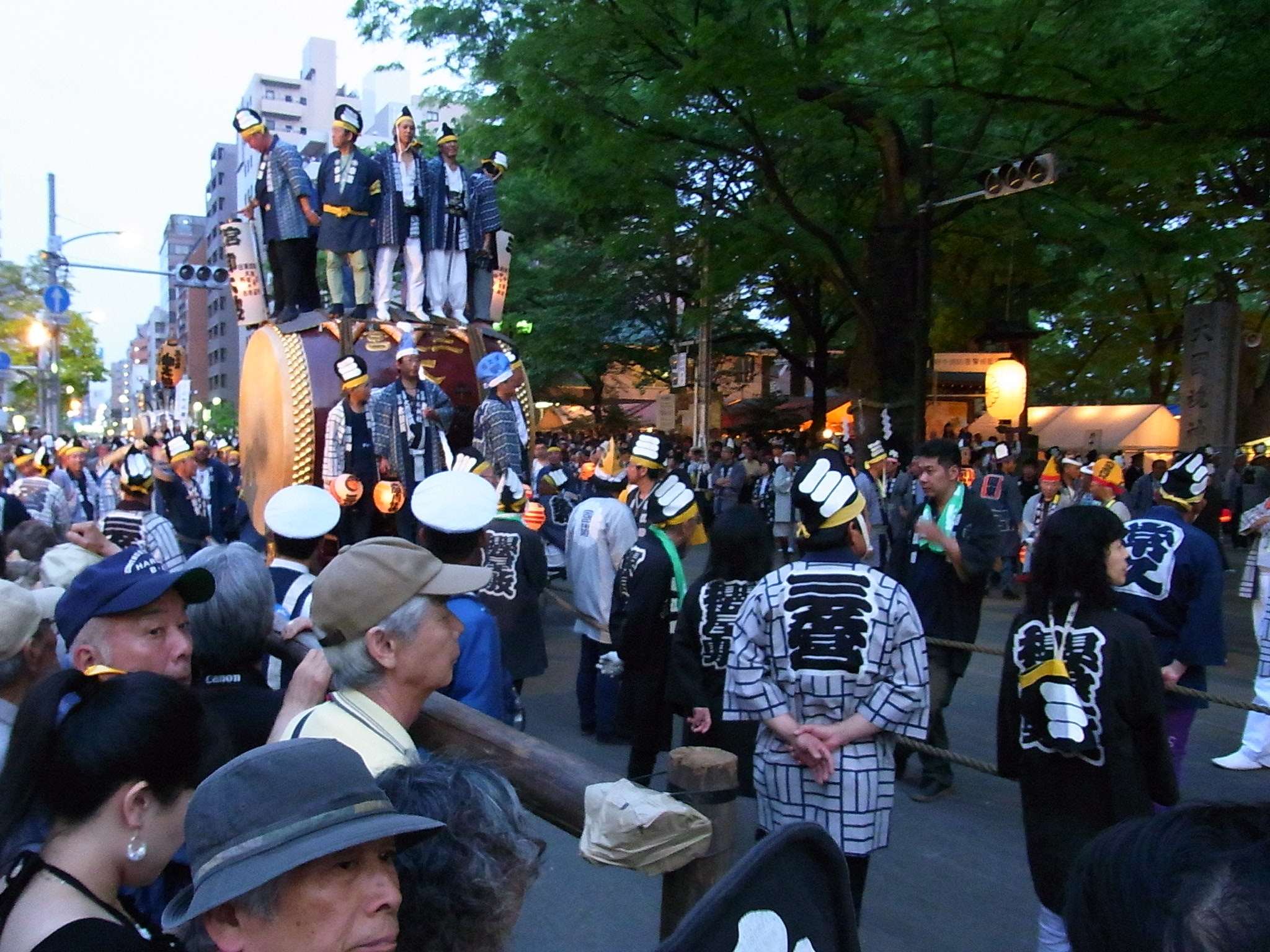
大太鼓渡御（2010年5月5日撮影）
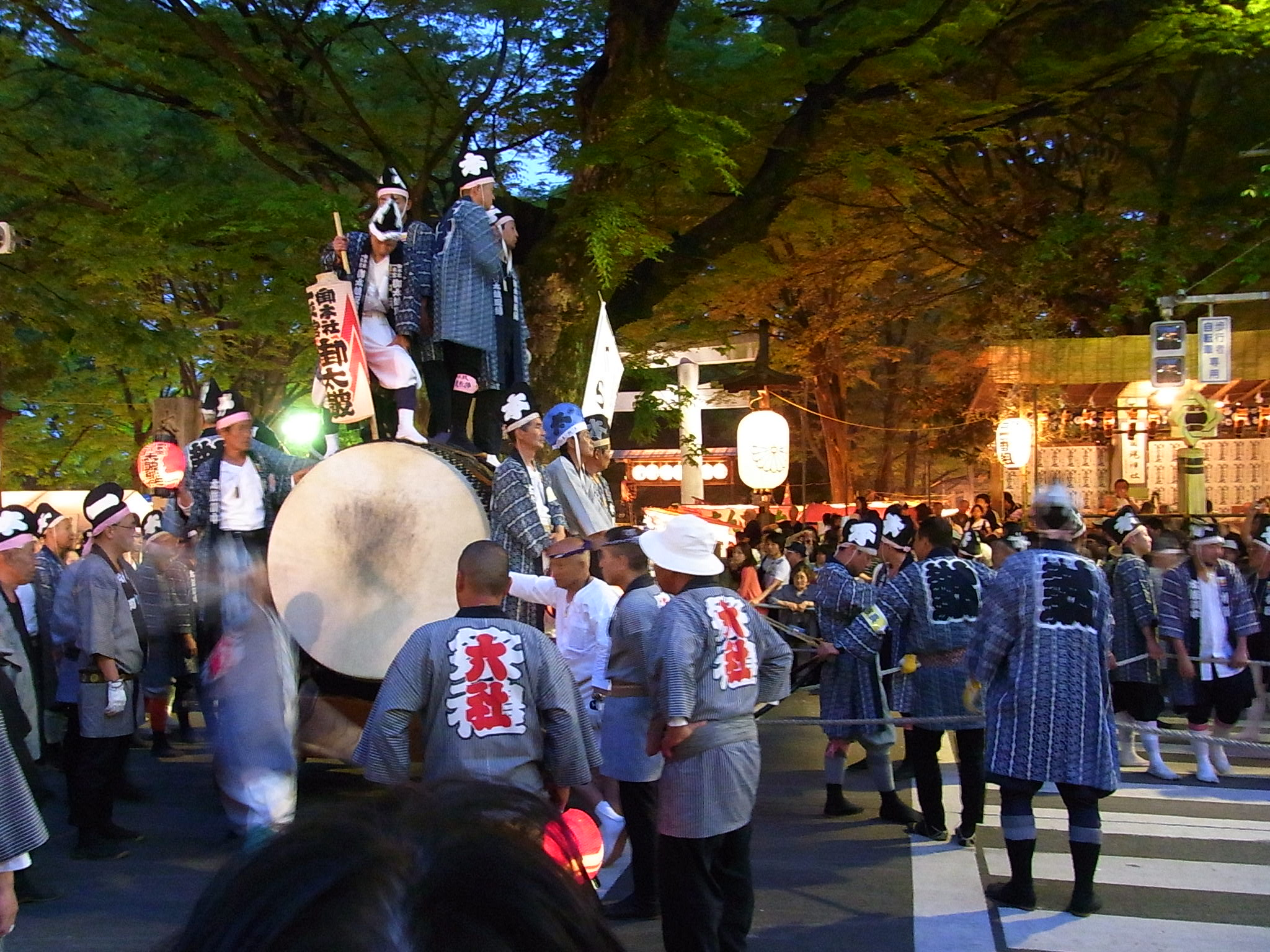
大太鼓渡御（2010年5月5日撮影）
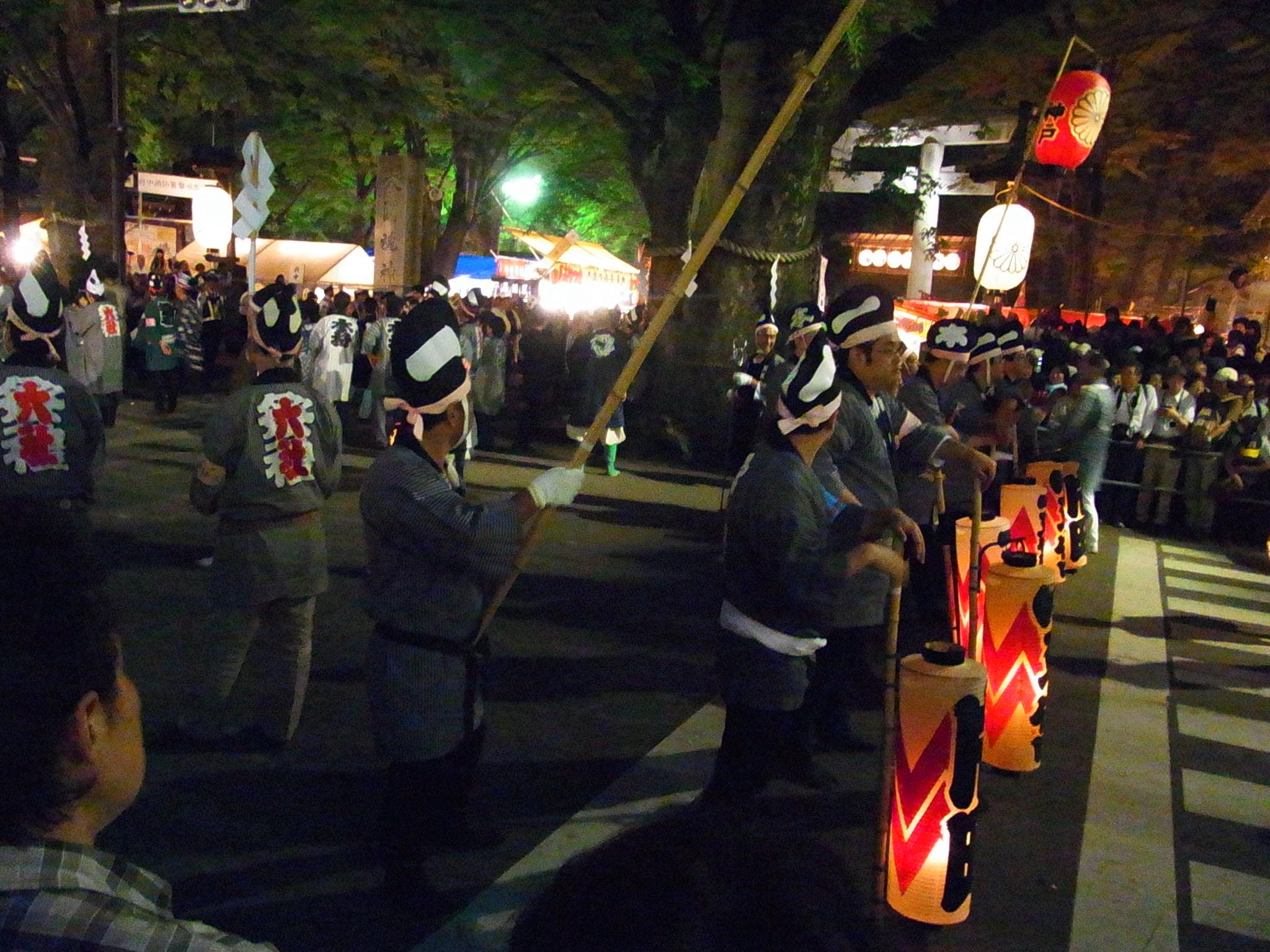
神輿渡御（2010年5月5日撮影）
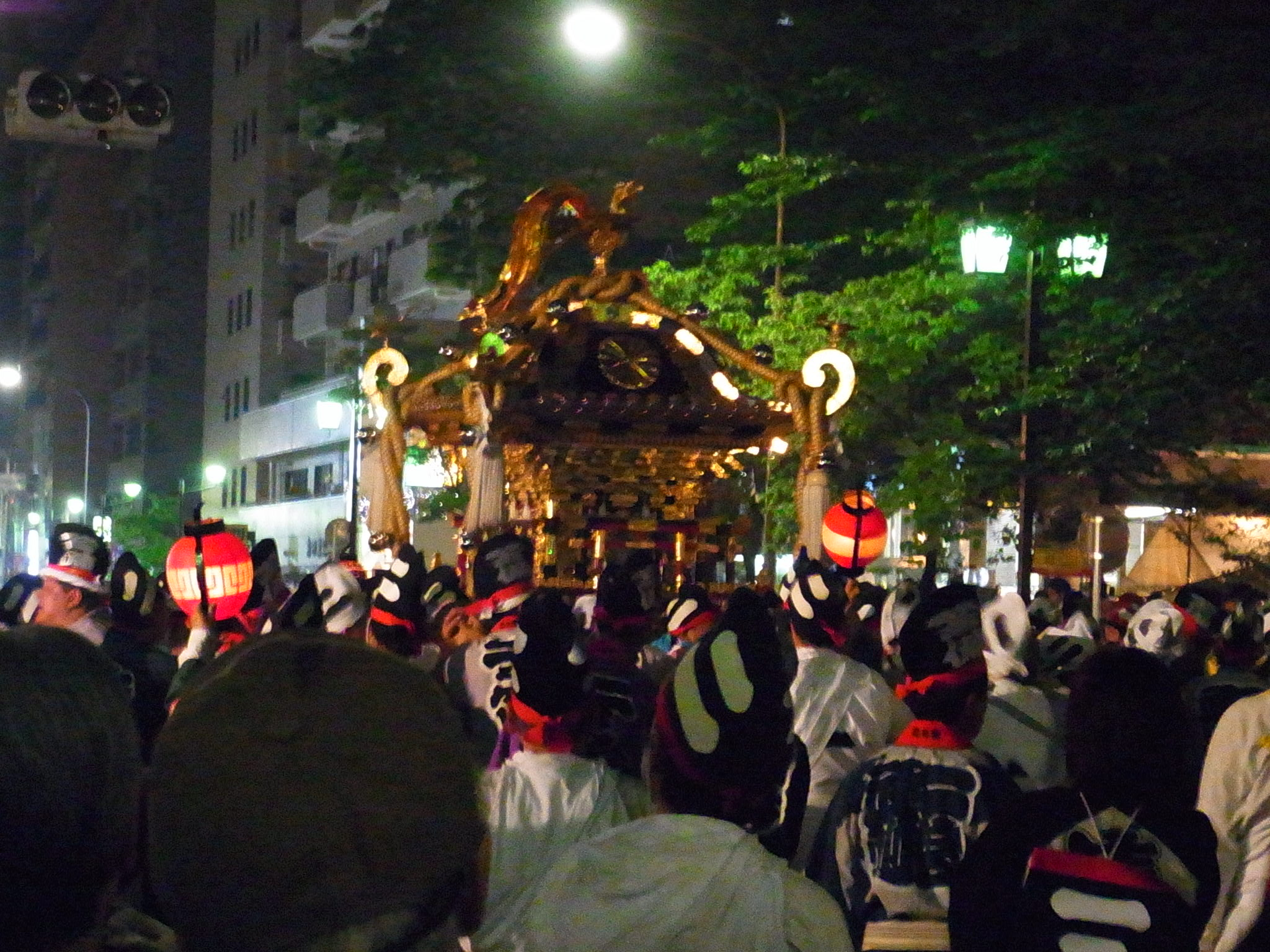
神輿渡御（2010年5月5日撮影）
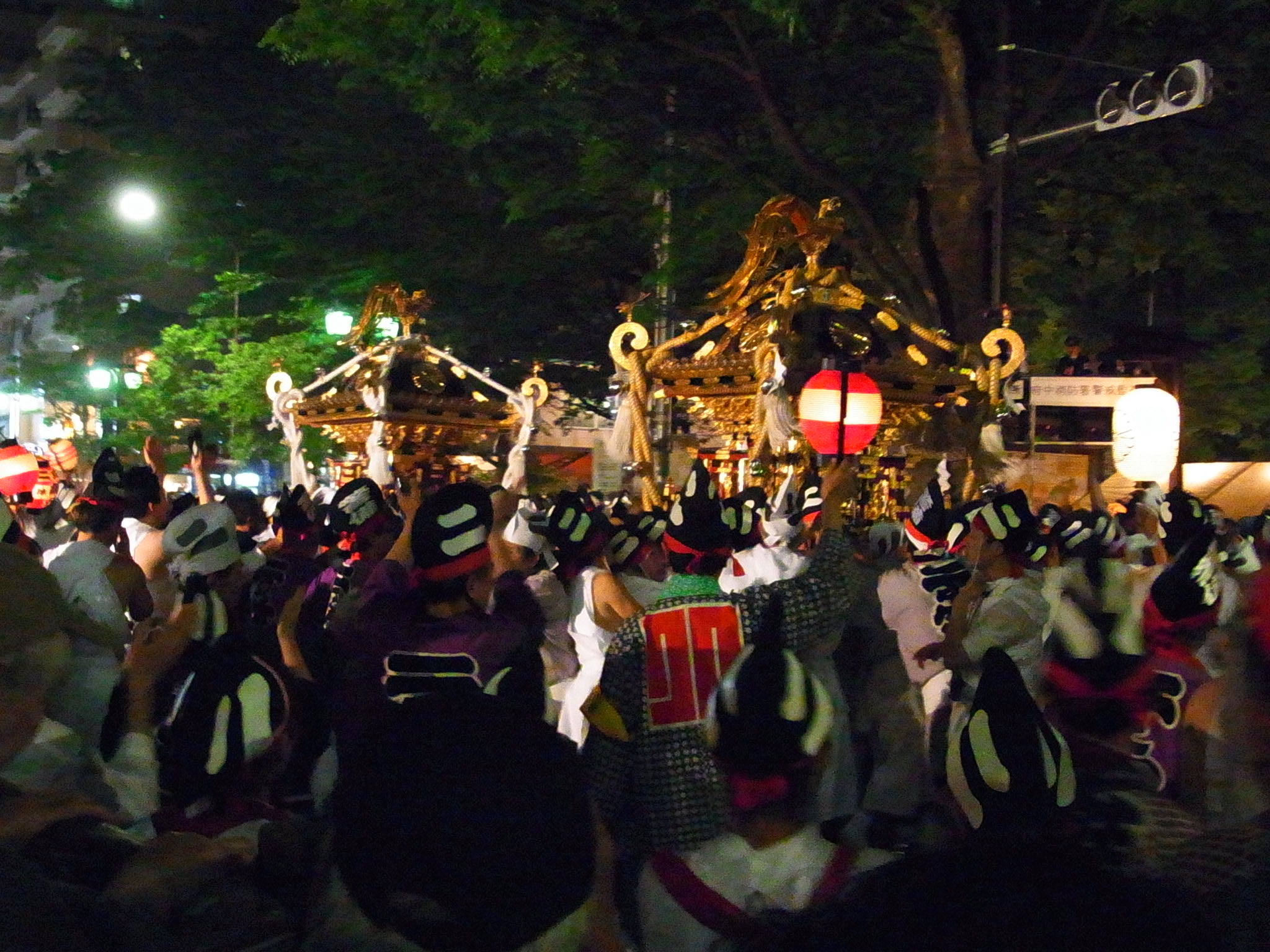
神輿渡御（2010年5月5日撮影）
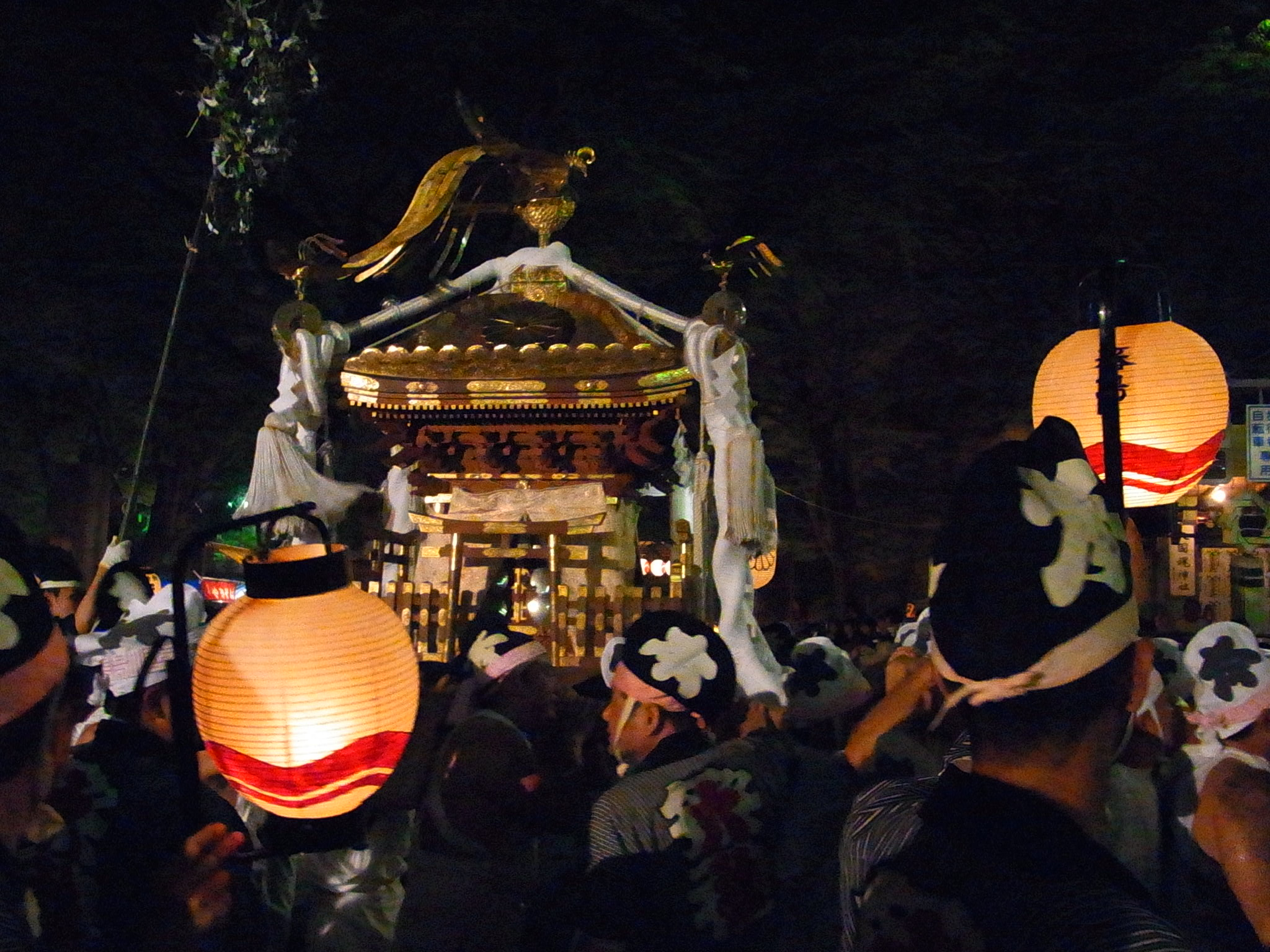
本社神輿渡御（2010年5月5日撮影）

坪之宮奉幣
午後8時半 境外末社、坪之宮にて奉幣。
神輿御旅所着御
午後9時15分 最後発となる御霊宮の神幸行列が御旅所に着御する。押さえで御先拂役の御霊宮御太鼓が東門から御旅所に入る。
野口仮屋の儀
午後10時10分 大国主の大神が府中に降臨した際、野口家に一夜の宿を求めた故事に基づいた神事。
やぶさめ式
午後10時30分 野口仮屋の儀の後、宮司が馬に乗り矢を射る。（終了後号報3発）

### 5月6日
神輿御旅所発御
午前4時 御旅所を出た神輿が各分担町内を回った後、神社に還る。（還御・おかえり）
午前7時頃 各神輿神社大鳥居内に還御。
鎮座祭
午前9時 還ってきた神輿から、御霊を本殿に納め、無事大祭が終了したことを報告する。（号報3発）

## 御太皷
- 御先拂御太皷       歌口径: 2m00cm  1985(昭和60)年製作（材質:ブビンガー）
- 御本社一之宮御太皷 歌口径: 1m29cm  1954(昭和27)年製作（材質:欅）
- 二之宮御太皷       歌口径: 1m85cm  1977(昭和52)年製作（材質:ブビンガー）
- 三之宮御太皷       歌口径: 1m81cm  1990(平成2)年製作（材質:ブビンガー）
- 五六之宮御太皷     歌口径: 1m87cm  1994(平成6)年製作（材質:ブビンガー）
- 御霊宮御先拂御太皷 歌口径: 1m56cm  1934(昭和9)年製作（材質:ミネバリ）

## 六宮と御神輿
- 一之宮 小野神社 東京都多摩市鎮座 （延喜式内論社・旧郷社）
- 二之宮 二宮神社（小河神社） 東京都あきる野市鎮座 （旧郷社）
- 三之宮 氷川神社 埼玉県さいたま市大宮区鎮座 （延喜式内 名神大社・旧官幣大社）
- 四之宮 秩父神社 埼玉県秩父市鎮座 （延喜式内社・旧国幣小社）
- 五之宮 金鑽神社 埼玉県児玉郡神川町鎮座 （延喜式内 名神大社・旧官幣中社）
- 六之宮 杉山神社 神奈川県横浜市鎮座 （延喜式内論社・旧郷社）
- 御本社 大國魂神社 東京都府中市鎮座 （延喜式内論社・旧官幣小社）
- 御霊宮 大國魂神社 東京都府中市鎮座 （延喜式内論社・旧官幣小社）

## 山車
西山車 : 府中囃子目黒流
- 本町（府中三ヵ町のち四ヶ町の一つ）
- 番場（府中三ヵ町のち四ヶ町の一つ）
- 片町
- 本宿
- 欅若連
- 南町
- 矢崎
- 屋敷分
- 中河原
- 武蔵台
- 寿町

東山車 : 府中囃子船橋流
- 新宿(府中三ヵ町のち四ヶ町の一つ)
- 八幡町(府中四ヶ町の一つ)
- 是政
- 新成区
- 押立
- 新宿山谷
- 東町
- 小柳
- 下染屋

## 事件
- 2013年5月6日、「くらやみ祭り」の開催中、指定暴力団極東会系組幹部ら3人が、男性会社員(31)に対し顔などを殴って全治10日の怪我をさせた等として、府中警察署に逮捕された[5]。

## 関連事項
- 司馬遼太郎の小説『燃えよ剣』（週刊文春 1962年11月19日号から1964年3月9日号まで連載）は、武州多摩郡石田村の農家の息子トシ（主人公の土方歳三）が甲州街道から武蔵府中に行き、六社明神の暗闇祭りのかがいに参加する場面から始まる。
- 県祭り - 京都府宇治市の縣神社の例祭で、同じく暗闇の中で行われる祭典。
- くらやみ祭の小川さん - 2019年の映画作品。くらやみ祭を舞台にしている。府中市が製作に協力している。